# Étretat
Étretat ist eine französische Gemeinde und ein Seebad mit 1167 Einwohnern (Stand 1. Januar 2022) im Département Seine-Maritime in der Region Normandie. Die Bewohner werden Étretatais und Étretataises genannt.
Bekannt ist Étretat vor allem durch die steilen Felsklippen mit ihren außergewöhnlichen Felsformationen, die den Ort auf beiden Seiten umrahmen. Der Ort ist mit Hotels, Restaurants, Souvenirläden sowie vielfältigen Freizeit- und Sportangeboten auf den Tourismus ausgerichtet.
Die Gemeinde erhielt 2022 die Auszeichnung „Zwei Blumen“, die vom Conseil national des villes et villages fleuris (CNVVF) im Rahmen des jährlichen Wettbewerbs der blumengeschmückten Städte und Dörfer verliehen wird.

## Geographie und Geologie

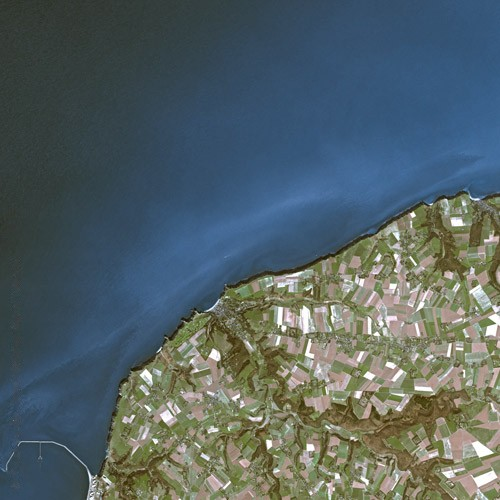
Étretat von SPOT

Étretat liegt auf Meereshöhe direkt am Ärmelkanal in einer der wenigen Talöffnungen in der 120 km langen Steilküste zwischen Dieppe und Le Havre, die wegen ihrer hellen Färbung Alabasterküste genannt wird. Der Tidenhub ist, wie überall in der Normandie, beträchtlich.
Die Klippen von Étretat entstanden in der Oberkreide. Sie bestehen im Wesentlichen aus weißer Kreide und aus Feuerstein. Andere Mineralien, die an der Küste der östlichen Normandie häufig sind, kommen bei Étretat nicht vor. Man findet dort weder den Sandstein, der im Norden des Départements in der Gegend von Dieppe auftritt, noch den gelblichen Oolith aus der Gegend von Caen.
Bei Fécamp, etwas weiter nördlich, findet man die höchsten Klippen dieses Typs mit 105 m Höhe. Die Falaises d’Aval südwestlich von Étretat sind 75 m hoch, die östlich gelegenen Falaises d’Amont sind 84 m hoch. Unterhalb der Klippen findet man Geröll, das vom Absturz großer Felsbrocken herrührt. Die Erosion durch Regenwasser, das in die poröse Kreide eindringt, und Frost fördern diesen Zerfall. An der Basis erodiert die Meeresbrandung den Fels.
Die Kreide wird im Meerwasser gelöst und fortgespült. Der schichtweise abgelagerte Feuerstein bleibt unterhalb der Felsen liegen. Er wird in der Meeresbrandung zu rundlichen Kieseln geschliffen. Diese bilden die charakteristischen Kiesstrände an der Alabasterküste. Die Erosion durch Süßwasser und Eis hat einen stärkeren Einfluss als diejenige durch das Meer. Dies zeigt sich an den Kiesstränden im Seinetal, bei denen das Meer keine Rolle spielt.
Die drei markanten Felsbögen Porte d’Amont, Porte d'Aval und Manneporte verdanken ihre Entstehung jedoch der Meeresbrandung und nicht einem Fluss, der parallel zur heutigen Küstenlinie verlaufen wäre, wie es häufig unrichtig dargestellt wird. Die Felsnadel Aiguille besteht aus etwas härterem Kalkstein, der dieser rückschreitenden Erosion bis heute widerstanden hat. Eine weitere bekannte Formation ist der Pointe de la Courtine.

## Ortsname
Entgegen älteren Quellen ist der Name Étretat weder lateinischen noch gallorömischen Ursprungs. Wahrscheinlich handelt es sich um einen altnordischen Namen. In dieser Region der Normandie sind solche Namen besonders häufig.
Um 1040 wurde der Ort zum ersten Mal als Strutat erwähnt. Dieser Name findet sich auch in Quellen vom 12. bis zum 15. Jahrhundert wieder, regelmäßig als Estrutat und Estrutart erwähnt. Andere Formen wie Estretot und Estretal traten nur vereinzelt auf und waren wahrscheinlich Schreibfehler.
Der erste Namensteil findet sich in Eturville (Département Manche, 1165 Sturvilla), in Étreville (Département Eure, 1054 Sturivilla, 1148 Esturvilla) und in
Eturqueraye (Département Eure, neben Étreville). Es handelt sich wahrscheinlich um den skandinavischen männlichen Vornamen Styri oder Sturi. Im Familiennamen Estur, der im Pays de Caux noch verbreitet ist, findet er sich wieder. Im altnormannischen Fachnamen esturman („Mann des Steuers, Lotse“), der als Strumannus latinisiert worden ist, wird die gleiche phonetische Entwicklung festgestellt. Dieses Wort ist im Cartulaire de Jersey zum ersten Mal erwähnt und es leitet aus dem altnordischen stýrimaðr ab.
Das zweite Element ist möglicherweise das altnordische staðr „Ort“.
Eine andere Interpretation besagt, dass der erste Namensteil sich von dem Personennamen Thor, Thori ableitet, wie bei den normannischen Orten namens Tourville. In diesem Fall gibt es zwei Metathesen: *Thorstaðr zu *Stortat, *Sturtat und endlich zu Strutat 1040. Besonders häufig sind diese Metathesen im Dialekt des Pays de Caux, dem Cauchois.

## Geschichte

### Anfänge
Archäologische Funde belegen, dass der Ort schon im Altertum besiedelt war. Es sind aber keine Einzelheiten über die Bedeutung des Ortes oder das Leben seiner Bewohner in der Antike bekannt. Selbst der antike Name ist nicht überliefert.
Mit der Stadt Iuliobona, Lillebonne, war der Ort über eine Römerstraße verbunden. Mehrere Objekte aus der gallorömischen Zeit haben bis in die heutige Zeit überdauert: ein drei Kilometer langer Aquädukt, dessen obere Hälfte im 19. Jahrhundert zerstört wurde, Münzfunde, Gefäße, eine Villa rustica, eine Grabstätte für Feuerbestattungen mit einigen wenigen Urnen aus Terrakotta, roten Steinguttellern und Eisennägeln. Der Abbé Cochet exhumierte vier weitere Grabstätten mit 18 Vasen. Wie andernorts auch beweisen diese Fundstücke römischer Zivilisation nicht eindeutig die Anwesenheit von Römern, sondern die allmähliche Wandlung der keltischen Bevölkerung, in diesem Fall der Caleti, zur römischen Lebensweise. Vorangetrieben wurde dieser Wandel von den eigenen Eliten dieser Bevölkerung. Aus der Zeit bis etwa 200 nach Christus wurde kein römisches Militärgrab und kein Feldlager im gesamten Nordwesten Galliens entdeckt.
Im jardin du presbytère, dem Presbytergarten, befindet sich ein Friedhof aus Merowingischer Zeit. Unter anderem wurden in jener Zeit einige römische Soldatengräber dorthin verlegt. Sie enthielten eine Spatha, Agraffen aus Bronze, Centurionen-Schilde und ein Scramasax sowie ein Dutzend Skelette in sitzender Haltung. Andere Grabstätten enthielten Gegenstände aus Feuerstein am Fuß der Beigesetzten, drei Scramasaxe, Schließen und Schilde aus tauschiertem Eisen, knöchernen Nadeln und anderen Gegenständen. Die ausgegrabenen Gegenstände und die Waffenfunde, deren Verbreitung auf Grabstätten beschränkt war, deuten auf Franken oder Sachsen her, die sich dort niederließen, ähnlich wie in Frénouville oder Vron. Ebenso wie die Kelten assimilierten sich auch die Germanen an die römische Lebensweise.

### Austernpark
Der Austernpark wurde 1777 gebaut, angeblich für Königin Marie-Antoinette. Die gezüchteten Austern stammten nicht aus Étretat selbst, sondern wurden von zwei Booten (Syrène und Cauchoise) aus Cancale angeliefert, 100 Millionen Austern im Jahr. Diese blieben hier einige Monate, abwechselnd in Salz- und Süßwasser, was der Geschmacksverfeinerung dienen sollte. Dann wurden sie nach Paris weitertransportiert.

### 19. Jahrhundert

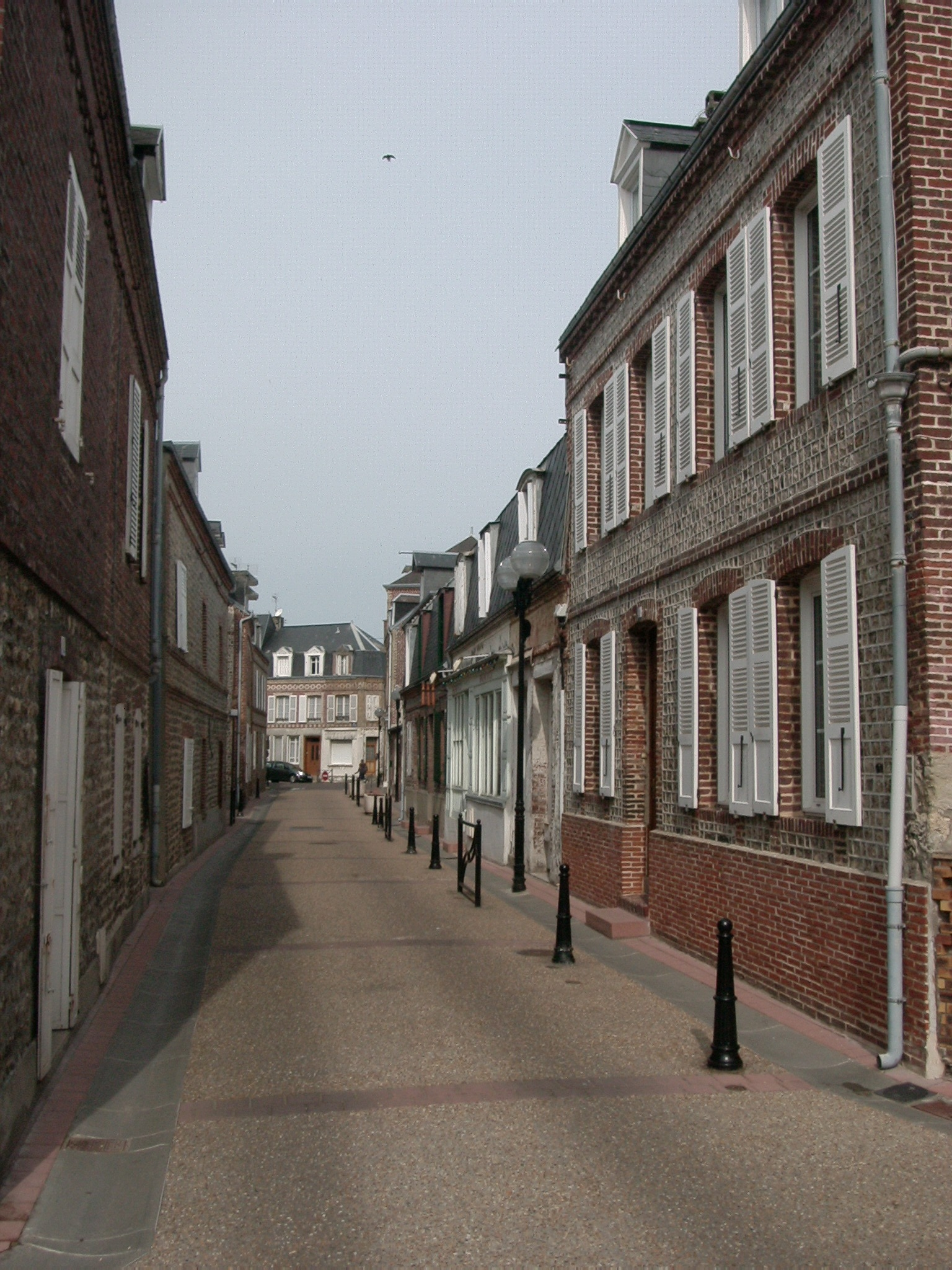
Häuser der Fischersiedlung aus dem 19. Jahrhundert

Für Étretat bedeutete das 19. Jahrhundert den Übergang vom traditionellen Fischerdorf zum Badeort. Den Plan, dort einen Kriegshafen zu bauen, den bereits von Franz I. bis Napoleon Bonaparte überlegten, wurde in dieser Zeit endgültig aufgegeben. Bis zur Mitte des 19. Jahrhunderts zählte man nicht weniger als 25 bis 30 Fischkutter am Perrey, dem Strandbollwerk. Dann ging ihre Zahl rasch zurück, bis schließlich nur noch ein einziger übrig blieb. Sie wurden durch kleine Boote ersetzt, mit denen in Küstennähe gefischt wurde. Clinques, Schiffe mit traditioneller Klinker-Beplankung, fuhren bis Dieppe, um Hering zu fischen. Das Dorf zählte gegen Herbstende regelmäßig 250 bis 300 Seeleute. Ende des Jahrhunderts blieb die Makrele als einziger nennenswerter Fangfisch übrig, dem man während der drei Sommermonate nachstellte.
Die Unzugänglichkeit des Ortes erschwerte den Bau von Telegrafen- und Telefonleitungen. Aufgrund des sandlosen Kiesstrandes blieb Étretat als Badeort weniger erfolgreich als Trouville-sur-Mer oder selbst Dieppe oder Le Havre. Die Entwicklung des Tourismus kam erst nach 1843 in Schwung. Alphonse Karr, der einen erfolgreichen Roman über den Ort schrieb, trug viel zu dessen Popularität bei. In jener Zeit wurden die Straßen nach Fécamp und nach Le Havre gebaut. Regelmäßige Verbindungen mit Pferde-Omnibussen wurden eingerichtet. Schließlich erlösten 1890 eine Bahnlinie und ein Bahnhof den Ort, der damals als Sommerfrische schon bekannt war, aus der Isolation.
In immer rascher wachsender Zahl baute man große Villen im Stil, wie er in den Badeorten vorherrschte. Auch der Ort selbst wurde zum großen Teil neu erbaut, mit Häusern aus behauenem Feuerstein und aus Ziegelsteinen. 1852 eröffnete ein Casinohaus, das aus Holz und Schiefer bestand. Es wurde von der neu gegründeten Société des Bains de mer d’Étretat betrieben. in ihm fanden Bühnenaufführungen, wie beispielsweise Orpheus in der Unterwelt von Jacques Offenbach statt. Der Komponist besaß in Étretat eine Villa, die er nach dieser komischen Oper benannte.

### 20. Jahrhundert

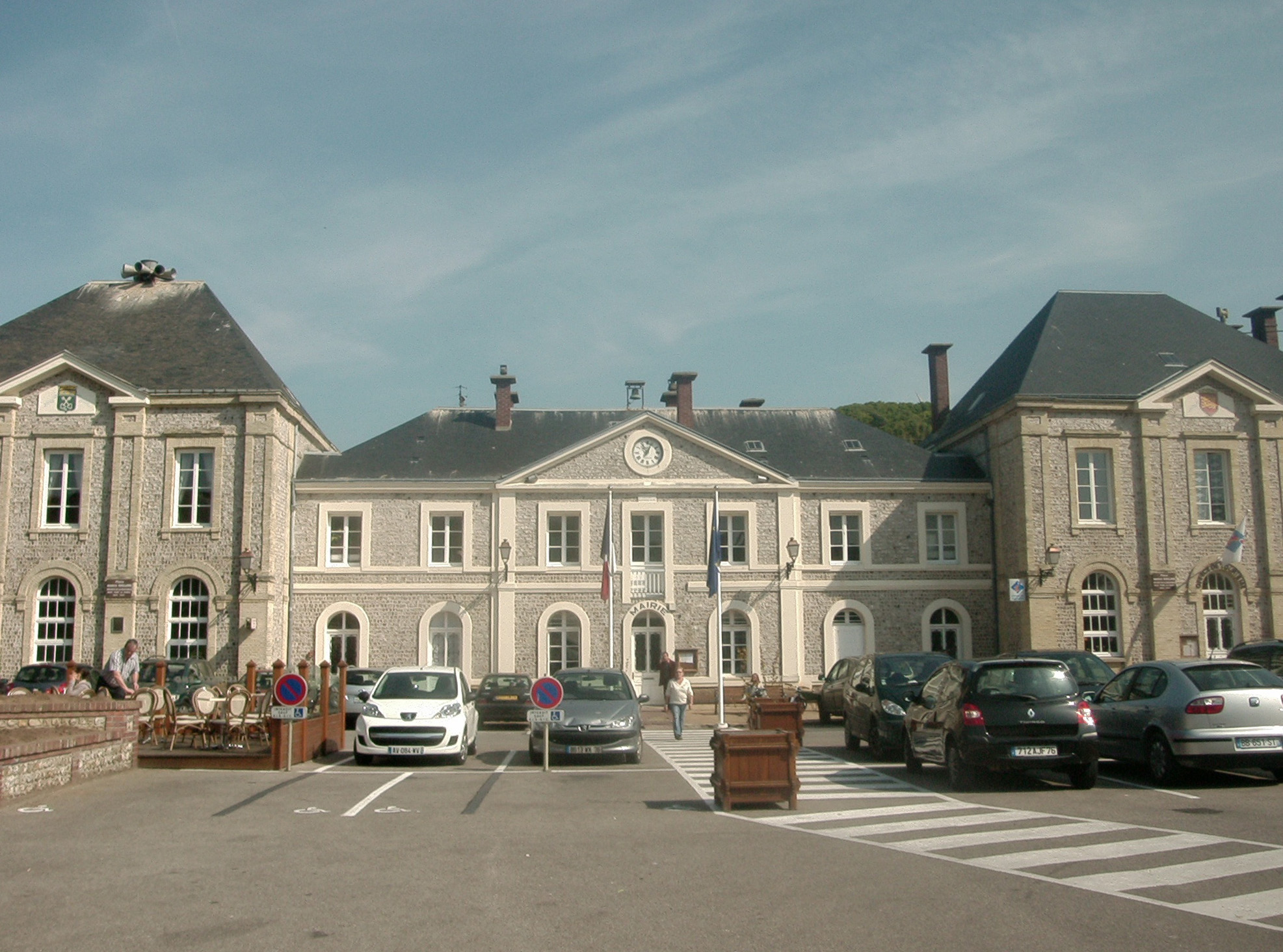
Mairie (2011)

Nach dem Ersten Weltkrieg, als die Lebensbedingungen und Verkehrsmittel sich verbesserten und bezahlter Urlaub üblich wurde, nahm der Tourismus stark zu. Der dichten Besiedlung geschuldet, sank die Wasserqualität, die Biodiversität und selbst die Luftqualität. Eine große Anzahl von Künstlern, Intellektuellen und Politikern, die den Ort zuvor besucht hatten, mieden nun diesen Ort des Massentourismus. Der Zweite Weltkrieg setzte diesem Wachstum ein Ende. Die deutschen Besatzer bauten das Meeresufer um, rissen sogar das Casino und Villen zugunsten von Wehranlagen ab. Nach dem Krieg wurde die Meeresfassade in umstrittener Form wiederaufgebaut. In den 2000er Jahren waren die Wiederaufbauarbeiten an der Strandpromenade Perrey und der Wiederaufbau des Casino abgeschlossen.
Mehr und mehr wurde der Ort zum Ziel eines internationalen Tourismus. Unter anderem durch die Gemälde von Claude Monet und Gustave Courbet wurden die Kreideklippen von Étretat bekannt. Auch die Nähe zu Paris, Rouen und Le Havre förderte den Zustrom des internationalen Publikums. Trotzdem gibt es auch weiterhin die traditionellen Sommerfrischler. Diese Feriengäste kommen häufig aus der Pariser Region. Viele besitzen seit Generationen ein Haus und pflegen Freundschaften mit der örtlichen Bevölkerung.
In den engen Straßen des Ortes wurde der Autoverkehr und das Miteinander von Fußgängern und Autos zu einem Problem, besonders an den Wochenenden und während der Sommerferien. Um den Verkehr zu mindern, ließ die Stadtverwaltung große Parkplätze in der rue Guy de Maupassant einrichten, in der Nähe der kleinen protestantischen Kirche und gegenüber dem Seniorenheim Germaine Coty. In jüngster Vergangenheit wurde ein weiterer großer Parkplatz an der route du Havre erbaut.
1990 gab der letzte Berufsfischer am Ort sein Gewerbe auf.

## Legenden und Begebenheiten

### Brunnen von Olive
Zur Zeit der Völkerwanderung wusch eine junge Frau namens Olive ihre Wäsche in einem Brunnen am Strand, als sie sich von einer Horde Wikinger umzingelt sah. Sie betete zu Gott um Errettung aus deren Hand und gelobte, eine Kirche zu bauen. Ein Sturm kam auf, und die Boote der Wikinger wurden ins Meer zurückgedrängt. Olive entschied, die Kirche am Strand zu bauen. Aber der Teufel schaffte die dafür herbeigebrachten Steine an den Fuß des Hügels Saint-Clair, und so wurde die Kirche an ihrem heutigen Standort gebaut.

### Chambre des Demoiselles
Eines Tages wurden drei junge Frauen vom Herrn von Fréfossé entführt und in eine Grotte, die Chambre des Demoiselles, eingesperrt. Da sie sich ihm jedoch verweigerten, wurden sie lebendig eingemauert. So verharrten sie drei Tage und drei Nächte, und Fischer hörten ihr Wehklagen, bis es erlosch. Da sah eine alte Frau vom Strand aus drei Engelsformen zum Himmel aufsteigen.

### Indischer Fürst
Der indische Fürst Bapu Saheb Gatjay verbrachte zusammen mit seinem Schwiegersohn und dessen Gefolge vor der Weiterreise nach Oxford den Sommer 1884 in Étretat. Er erlag aber trotz ärztlicher Behandlung binnen weniger Tage einer Erkrankung. Nach hinduistischem Ritus sollte der Leichnam verbrannt werden; dazu wurde der damalige Bürgermeister Étretats Adolphe Boissaye um Erlaubnis gefragt. Der gab das um acht Uhr abends, also nach Dienstschluss, telegraphisch an den Präfekten des Départements weiter und stellte dabei klar, dass die Zeremonie bei ausbleibender Antwort in der darauffolgenden Nacht stattfinden werde. Als um Mitternacht keine Antwort zurückgekommen war, wurde der Leichnam in die Stadt gebracht und dort zwei Stunden später in aller Eile auf einem Scheiterhaufen verbrannt. Bei Morgengrauen waren nur noch einige Knochen vorhanden, um sechs Uhr morgens gar keine Spuren mehr zu finden. Als sich die Nachricht verbreitet hatte, eilten die Stadtbewohner zum Strand, fanden aber nur geschwärzte Kiesel. Am selben Morgen traf eine Depesche des Präfekten ein: „Einäscherung strengstens verboten“.

## Politik
| Zeitraum | Zeitraum | Name                       | Partei | Beruf |
| 1961     | 1965     | Françoise Lieury           |        |       |
| 1965     | 1971     | Henri Collin               |        |       |
| 1971     | 2001     | Henri Dupain               |        |       |
| 2001     | 2005     | Monique Chevessier-Xiberas |        |       |
| 2005     | 2008     | Jean-Bernard Chaix         |        |       |
| 2008     |          | Franck Cottard             |        |       |

## Wappen
| Wappen von Étretat | Étretat - „In Grün zwei gekreuzte gestürzte silberne Schlüssel unter blauem Schildhaupt, darin balkenweise drei goldene Muscheln.“ - frz.: « De sinople aux deux clefs d'argent passées en sautoir, au chef cousu d'azur chargé de trois coquilles d'or. » |

## Bevölkerung
| Jahr      | 1968  | 1975  | 1982  | 1990  | 1999  | 2008  | 2020  |
| --------- | ----- | ----- | ----- | ----- | ----- | ----- | ----- |
| Einwohner | 1.472 | 1.525 | 1.577 | 1.565 | 1.615 | 1.505 | 1.238 |

1793 hatte Étretat 925 Einwohner. Nachdem die Bevölkerung bis auf 1591 im Jahr 1836 angewachsen war, sank sie auf 1014 im Jahr 1841. Danach stieg sie konstant an, 1886 erreichte sie mit 2131 ihren Höhepunkt. Sie blieb dann bei etwa 2000 Einwohnern, nach dem Ersten Weltkrieg waren es etwas weniger. Seit 1962 werden die Einwohner mit Zweitwohnsitz nicht mehr mitgezählt; in der Folge pendelte sich die Einwohnerzahl bei rund 1500 Bewohnern ein, bevor diese in letzter Zeit deutlich abnahm.

## Wirtschaft
Wichtigster Wirtschaftszweig am Ort ist der Tourismus. Gemeinsam mit dem Palais Bénédictine in Fécamp, der Kathedrale von Rouen und dem Haus und Garten Claude Monet in Giverny gehört Étretat zu den vier meistbesuchten touristischen Zielen der Haute-Normandie.

## Küste

### Arche und Aiguille

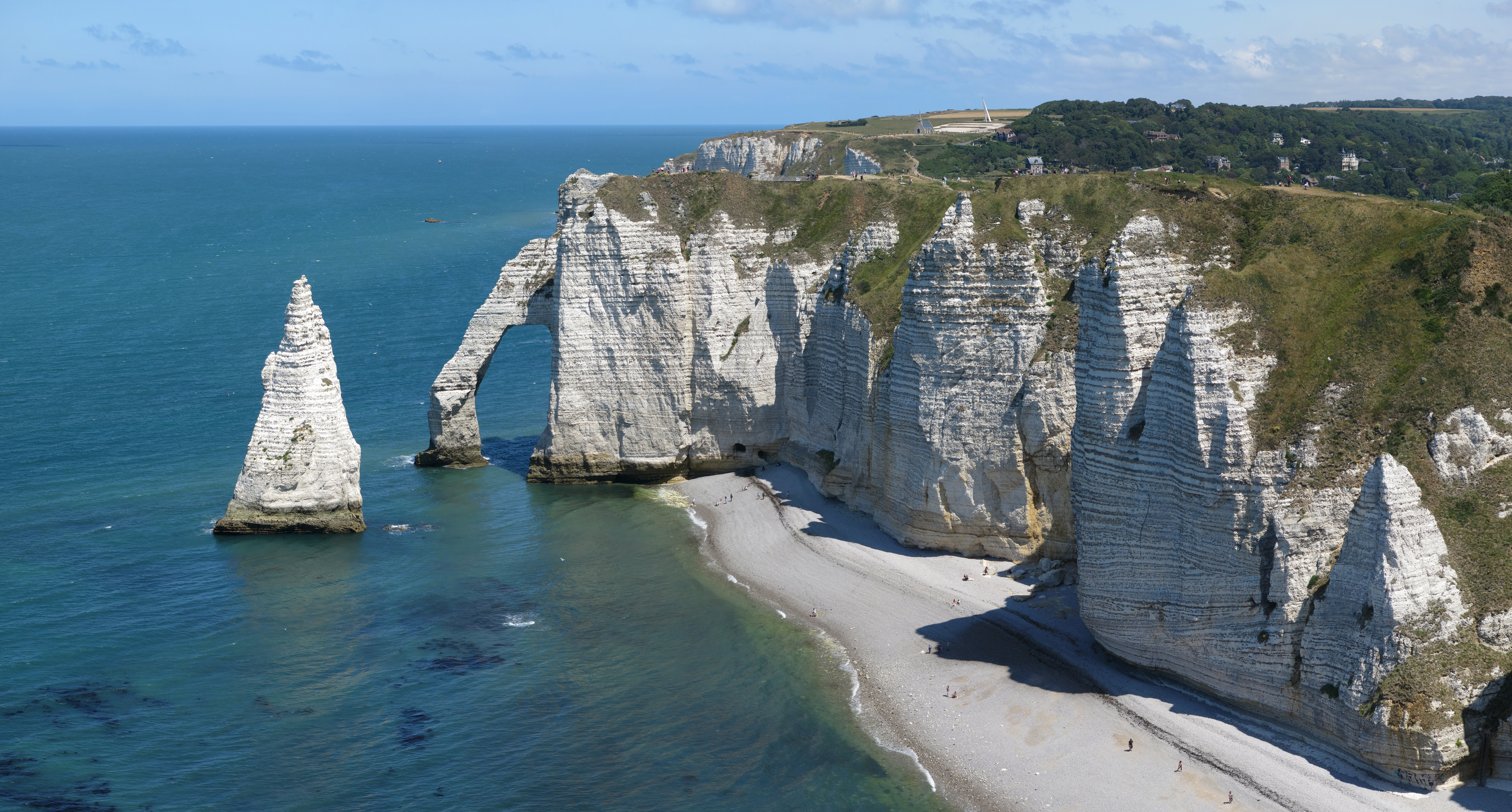
Aiguille und Porte d’Aval

Die Erosion hat einen natürlichen Brückenbogen geformt, die Arche, auch Porte d’Aval (Elefantenrüssel) genannt, sowie die Felsnadel Aiguille.
Maurice Leblanc beschrieb sie folgendermaßen:

« Roc énorme, haut de plus de quatre-vingts mètres, obélisque colossal, d'aplomb sur sa base de granit »

„Gewaltiger Fels, mehr als achtzig Meter hoch, kolossaler Obelisk, lotrecht auf seinem Fundament aus Granit“

Schon zu Lebzeiten von Leblanc zog der Ort viele Touristen an, darunter die Lupinophilen: Bewunderer von Leblancs Romanfigur Arsène Lupin, amerikanische Studenten, die den Eingang zu der Höhle finden wollten, wo der Gentleman-Einbrecher den Schlüssel zum Schatz der Könige von Frankreich gefunden hatte. Der Film Arsène Lupin – Der König unter den Dieben bietet zahlreiche Panoramaansichten der Falaise d’Aval und der Aiguille.

### Manneporte

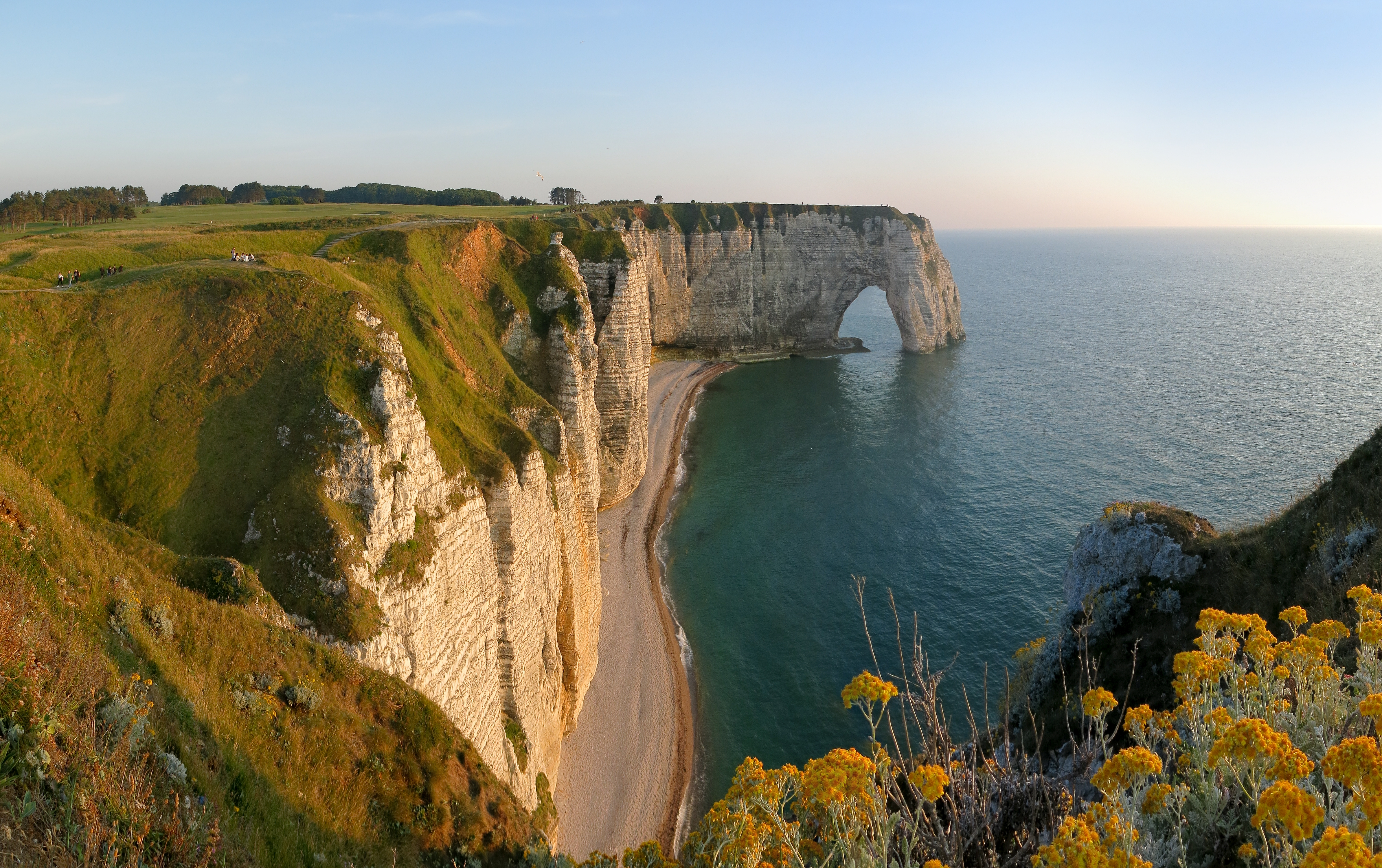
Manneporte

Der Name Manneporte kommt aus dem Altfranzösischen manne porte, großes Tor. Manne, von lateinisch magnum oder magna, findet sich wieder in Ortsnamen wie Manéglise und Mandeville. Die Manneporte befindet sich südwestlich der Valleuse de Jambourg und der Porte d'Aval und ist größer als sie. Zwischen Manneporte und dem südwestlich hiervon gelegenen Pointe de la Courtine entspringt die Quelle Les Pisseuses direkt aus dem Steilufer.

### Falaise d’Amont

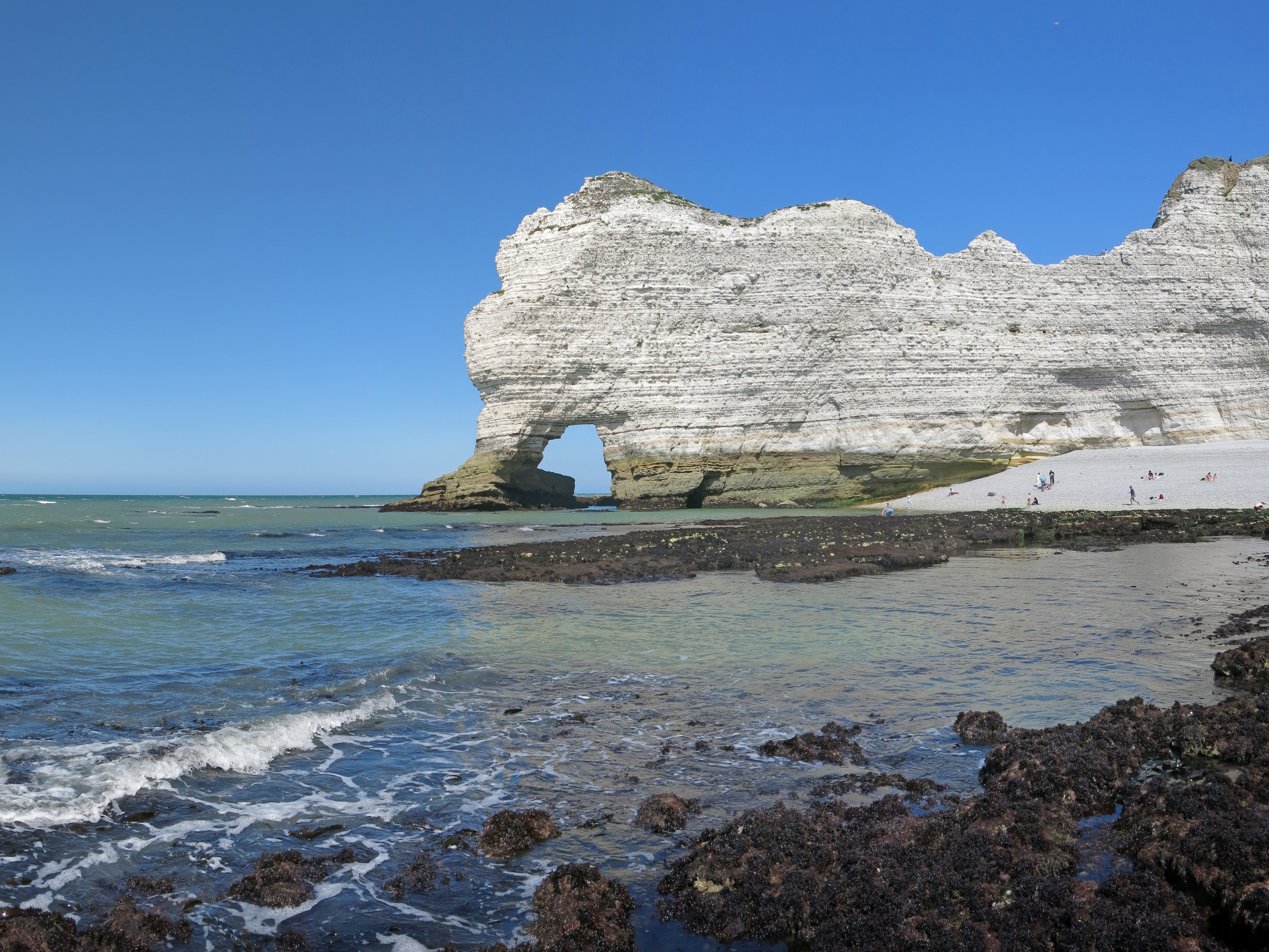
Porte d'Amont

Die Porte d’Amont ist das kleinste der drei Felsentore.
Auf dem Gipfel oberhalb der Klippe erhebt sich die Kapelle der Notre-Dame-de-la-Garde, Schutzpatronin der Seeleute. Die Vorgängerin der heutigen Kapelle wurde im 19. Jahrhundert im neugotischen Stil erbaut und von den deutschen Besatzern gesprengt. Ferner befindet sich auf dem Felsen ein kleines Museum, erbaut vom Architekten Gaston Delaune und das Nungesser-und-Coli-Denkmal. Es ist den Piloten Charles Nungesser und François Coli gewidmet, die 1927 bei dem Versuch, den Atlantik zu überfliegen, verschollen gingen.

### Strand und Felsenweg

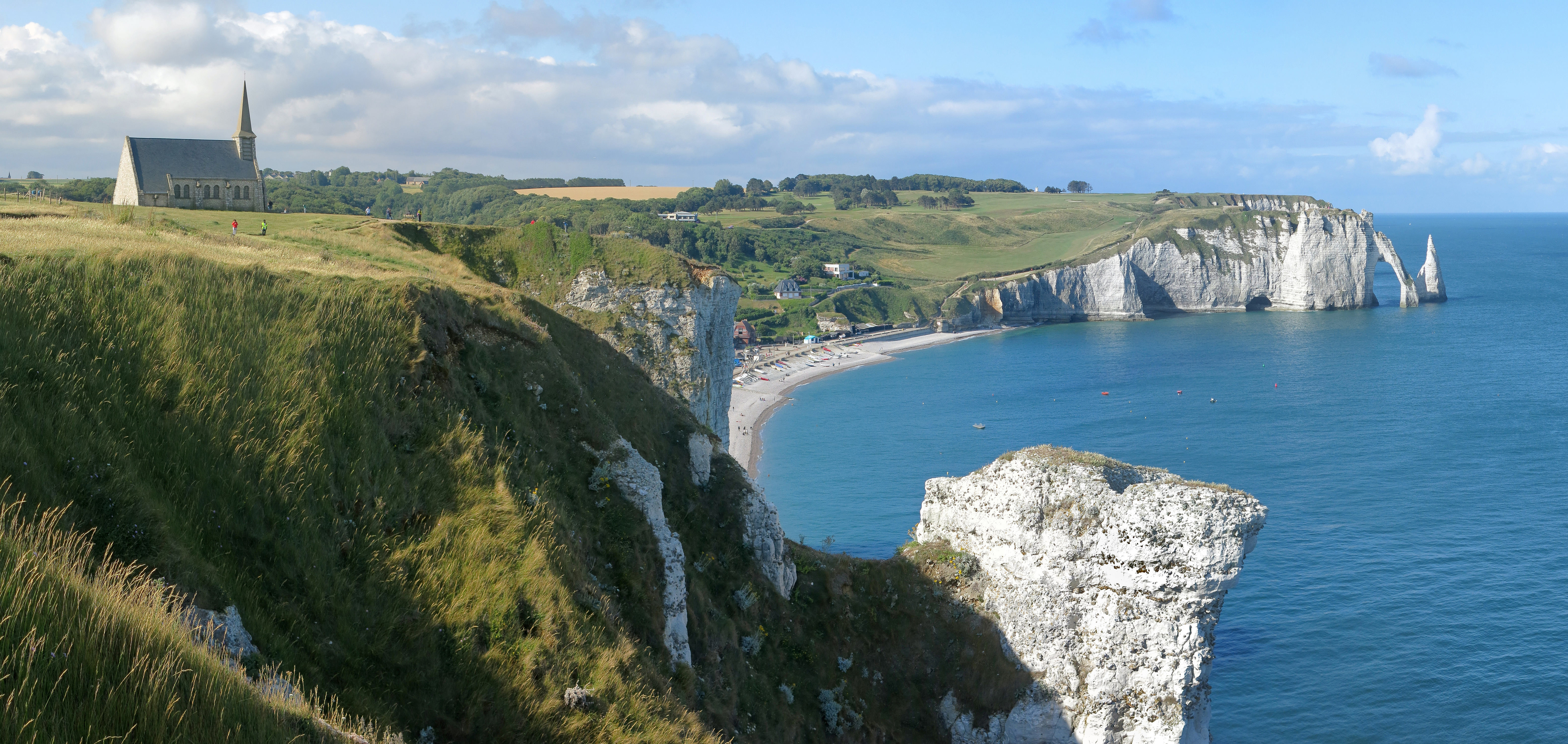
Kapelle Notre-Dame de la Garde oberhalb der Porte d'Amont mit Blick nach Südwesten zur Porte d’Aval und der Aiguille

Von Klippen umgeben ist der Strand gut gegen die vorherrschenden Winde geschützt. Im Sommer ist er belebt und dient zudem als Festplatz, im Winter zeigt er sich eher rau. Es ist mühsam, auf den Kieseln zu gehen. Sie dämpfen jedoch die Kraft der Wellen, deshalb ist es verboten, Strandkiesel mitzunehmen. Die natürliche Meeresströmung verfrachten die Kiesel jedoch in nördliche Richtung. In früheren Zeiten sammelten Einwohner Strandkiesel, die sie in große Tragekörbe schütteten, die von Pferden transportiert wurden. Die silikatreichen Steine wurden hauptsächlich an Porzellan-, Keramik- und Glasfabriken verkauft.
Zwischen Strand und Ort befindet sich ein Damm, der gleichzeitig als Promenade dient; er wird Perrey oder auch Perré genannt. Dieser Dialektausdruck bedeutet mit Schotter bedeckt. Er bezeichnete ursprünglich nur den Abschnitt des Strandes, von dem aus die Boote zu Wasser gelassen wurden. Der Damm ist nötig, um den Ort vor Sturmfluten zu schützen.
Am Fuß der Falaise d’Aval sind noch einige Wehrmachtsbunker aus dem Zweiten Weltkrieg in Teilen zu entdecken. Ebenfalls unterhalb dieser Felsklippe sind Caloges stationiert. Dieser Dialektausdruck bezeichnet alte Fischerboote, die von ihren Besitzern in Schutzhütten und Lagerräume für Werkzeug umgewandelt wurden. Sie sind mit Reet gedeckt.
In dem bei Ebbe freiliegenden Uferstreifen unterhalb der Porte d’Aval sind Vertiefungen im Kalksockel zu sehen, die zum Teil mit grünen Algen überwachsen sind. Es handelt sich um die Überreste ehemaliger Austernkulturen, die jedoch nur wenige Jahre hier gezüchtet wurden. Das große schwarze Loch unterhalb, seitlich am Felsbogen, ist das Trou à l’Homme. Es verdankt seinen Namen einem schwedischen Seemann, dem einzigen Überlebenden einer Schiffskatastrophe während eines fast 24 Stunden dauernden Sturms. Die Höhle ist über eine eiserne Leiter erreichbar und liegt auch während der Springtide stets oberhalb des Wasserspiegels. Immer wieder werden jedoch Besucher von der Flut dort eingeschlossen; es bleibt ihnen dann nur die Wahl zwischen einem Feuerwehreinsatz oder sechsstündigem Warten bis zur nächsten Ebbe.
Der lange Tunnel, der sich hinter dem Trou à l’homme öffnet, führt zur Bucht namens Petit-Port am unteren Ende eines Trockentals zwischen den Felsen.
Der Gipfel oberhalb des Felsens kann vom Strand aus über einen gut gepflegten Treppenstieg und am Golfplatz vorbei erreicht werden. Dort oben bietet sich ein Ausblick über den Ort, die Aiguille und die Manneporte, zudem gibt es hier die kleine Höhle Chambre des demoiselles, die von Maurice Leblanc in L’Aiguille creuse beschrieben wurde. Der Sage nach spuken dort die Geister von drei Fräuleins, die vom Chevalier de Fréfossé ermordet wurden, weil sie sich seinen Avancen widersetzt hatten. Er ließ sie in Fässern, die nach innen mit langen Nägeln gespickt waren, vom Felsen stürzen. Seitdem verfolgen ihn ihre Geister Nacht für Nacht bis in sein Schloss.
Von der Porte d’Amont führt ein Fußweg ebenfalls auf den Felsen, aber der Aufstieg ist sehr viel steiler.
Ab Mai 2025 dürfen Touristen den Kreidefelsen nicht mehr betreten; dadurch sollen tödliche Unfälle und Felsabbrüche verhindert werden. Er ist verboten, durch die Felsdurchbrüche unterhalb der Spitzen der Klippen zu laufen. Auch weite Teile der Strände sind davon betroffen.

## Bauwerke (Auswahl)

### Notre-Dame

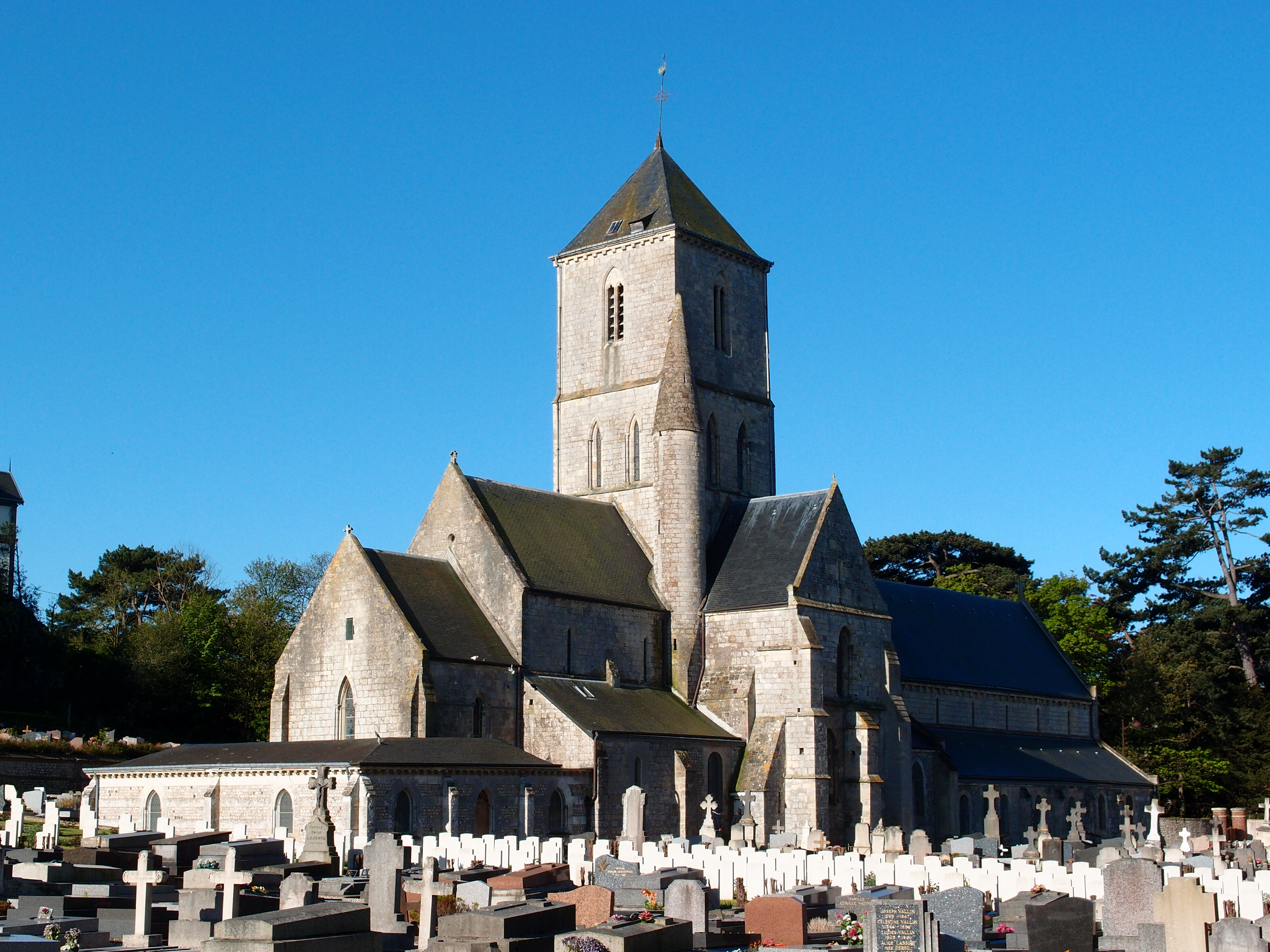
Notre-Dame d’Étretat

Die Kirche Notre-Dame d’Étretat liegt etwas abseits vom Ortszentrum. Gemessen an der Ortsgröße handelt es sich um ein großes Gebäude, was vermutlich damit zusammenhängt, dass es sich um einen Ableger der reichen Abtei Fécamp handelt. Sie wurde im 12. und 13. Jahrhundert erbaut und im 19. Jahrhundert renoviert und ist als Monument historique ausgewiesen.

### Markthalle
Die Markthalle Étretat ist eine Rekonstruktion des ursprünglichen Holzbaus. Teilweise wurde sie von Zimmerleuten aus der Region mit historischen Balken erbaut, die beispielsweise aus einer Scheune in Brionne stammen. Neben den regionalen Produkten, wie Cidre, Calvados, Pommeau, Camembert, traditionellem normannischen Gebäck oder Gegenständen des täglichen Bedarfs werden dort auch Kunstgegenstände und Souvenirs verkauft.

### Schlösser, Herrenhäuser und Villen

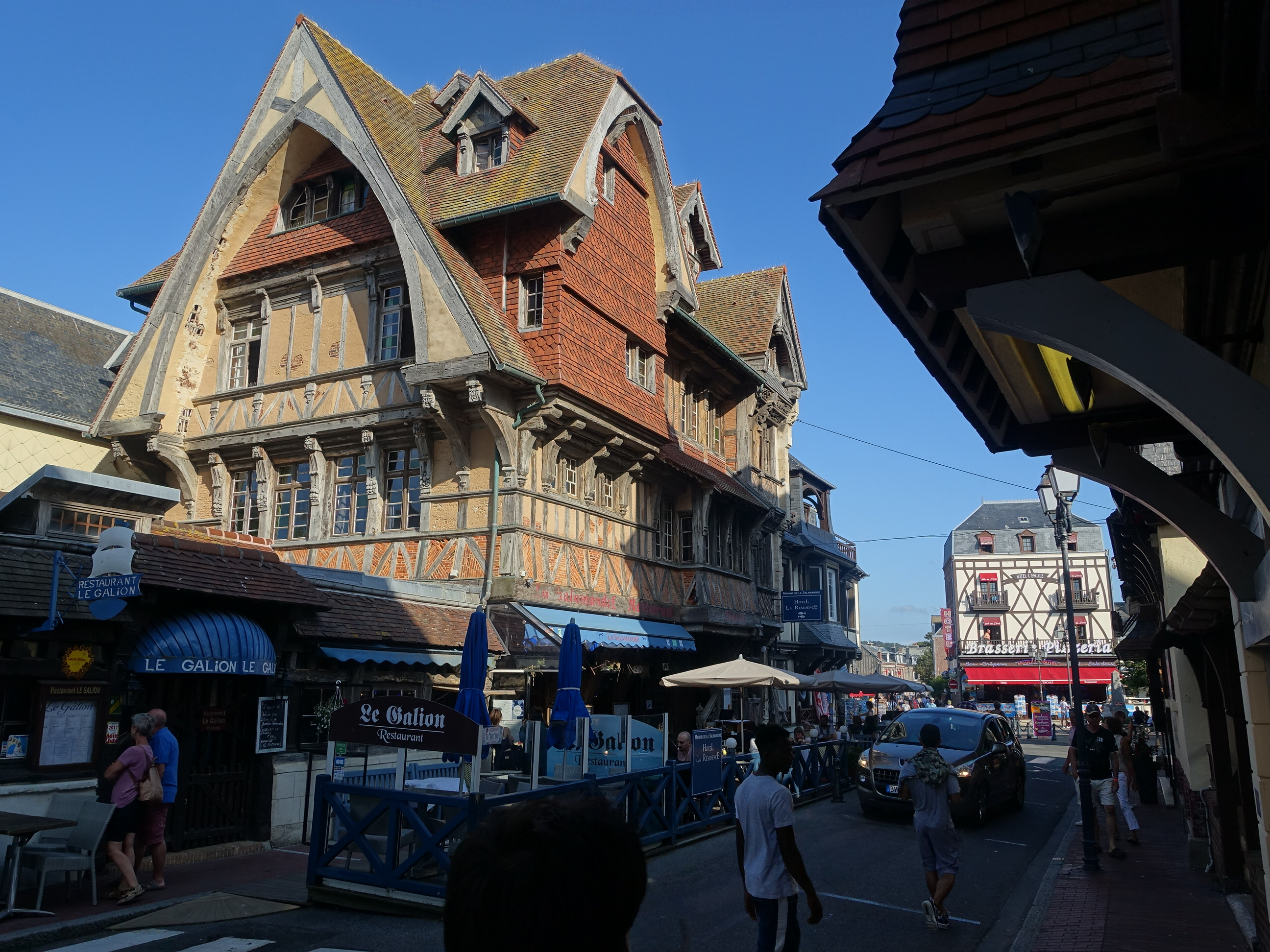
Manoir de la Salamandre

- Der Manoir de la Salamandre liegt in der Hauptstraße in der Nähe der Markthalle. Es gehört zu den ältesten Gebäuden im Ort. Ursprünglich stand das Gebäude in Lisieux in der Grande Rue Nr. 50. 1889 wurde es dort abgebaut und in Étretat wiederaufgebaut. Dabei wurden jedoch einige Elemente verändert: unter anderem wurde ein Kragbogen am Giebel hinzugefügt und die große ziegelgedeckte Dachmansarde wurde verlegt und mit Ziegeln gedeckt statt wie zuvor mit Schiefer. Die kleine Dachmansarde, die auf dem Bild zu sehen ist, gab es am alten Gebäude nicht. Der Name ist eine Nachahmung, denn der Manoir de la Salamandre war ein anderes Haus in Lisieux, das in der Rue aux Fèvres stand und heute nicht mehr existiert. Einige Skulpturen sind Kopien von solchen aus diesem ursprünglichen Haus.[15]
- Der Clos Lupin in der rue Guy de Maupassant war das Wohnhaus und Arbeitsrefugium von Maurice Leblanc. Der Schriftsteller kaufte 1918 die im anglonormannischen Stil im 19. Jahrhundert gebaute Villa und wohnte dort 20 Jahre lang. Heute beherbergt sie das Museum Le Clos Arsène Lupin, Maison Maurice Leblanc.
- Das Château des Aygues war Baderesidenz der spanischen Königinnen Maria Christina und Isabella II. Zuvor hatte es Joseph Lubomirski gehört, der aus dem polnischen Hochadelsgeschlecht Lubomirski stammte und Groß-Kammerherr von Zar Nikolaus I. war. Es wurde im 19. Jahrhundert nach Plänen des Architekten Huchon aus Le Havre erbaut. Das als Monument historique ausgewiesene Gebäude steht im Sommer Besuchern offen; ferner können eine Suite und ein Zimmer des Schlosses als „Chambres d’hôtes de prestige“ gemietet werden.[16]

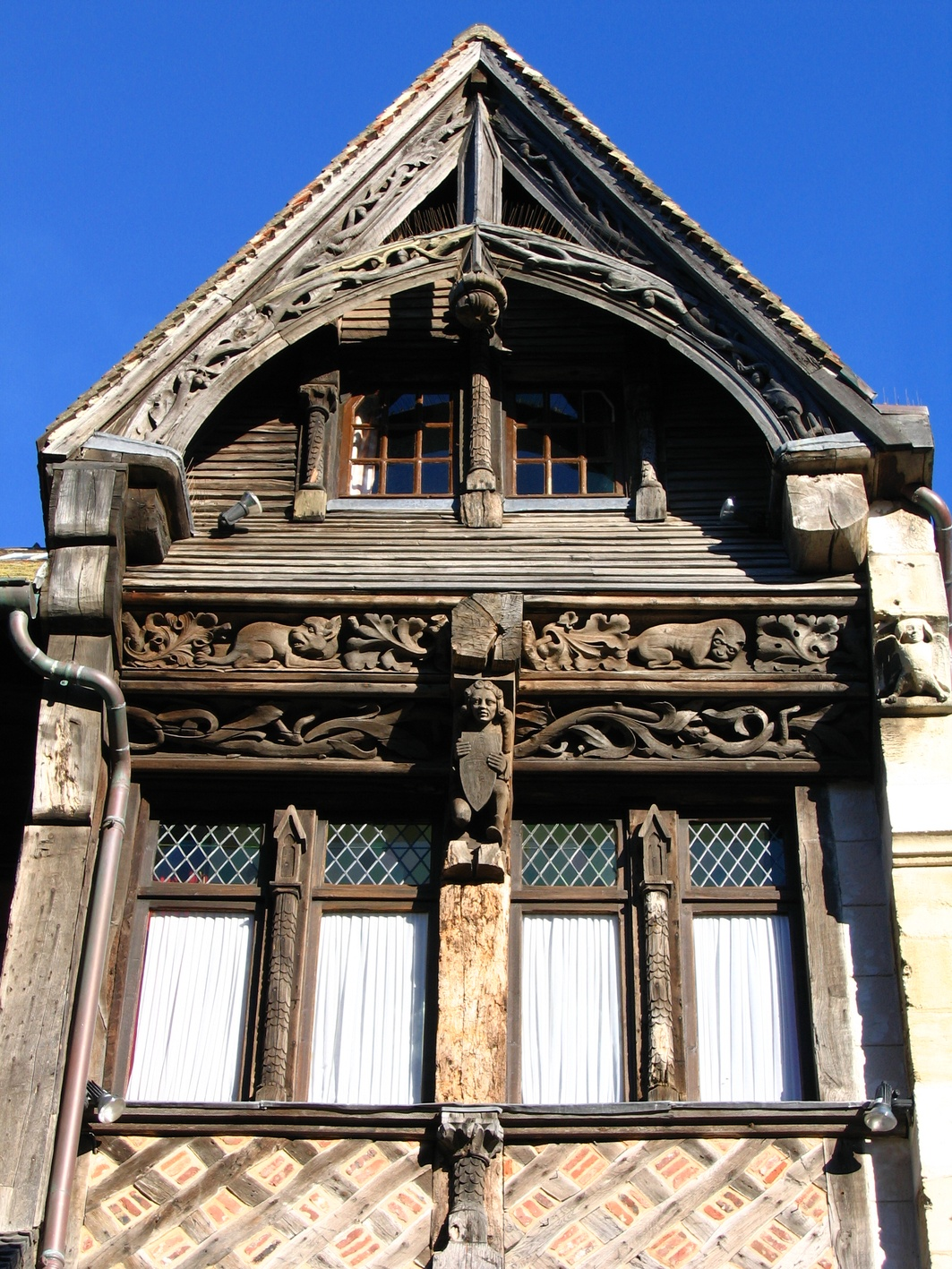
Manoir de la Salamandre
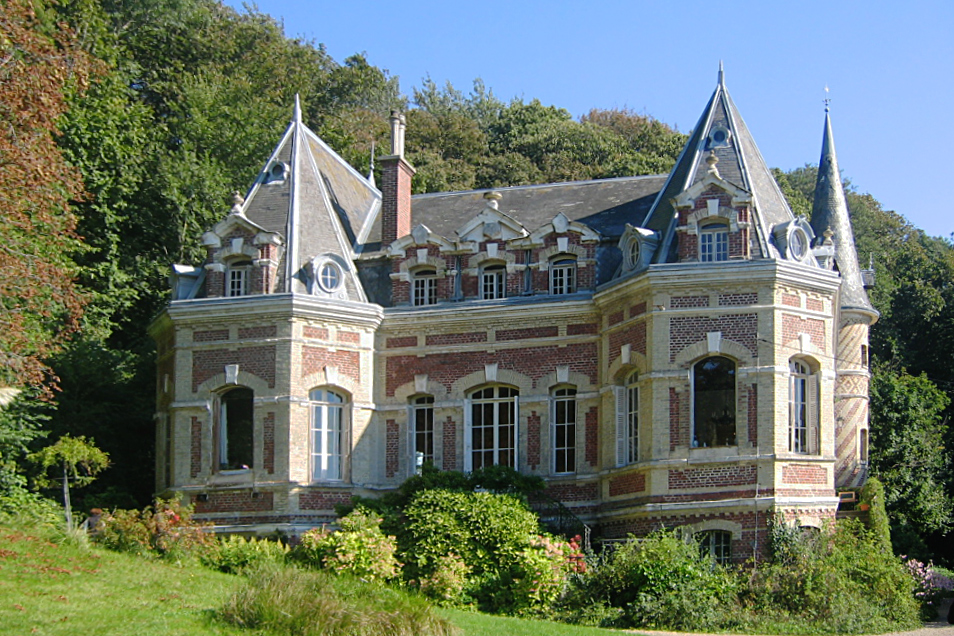
Château des Aygues
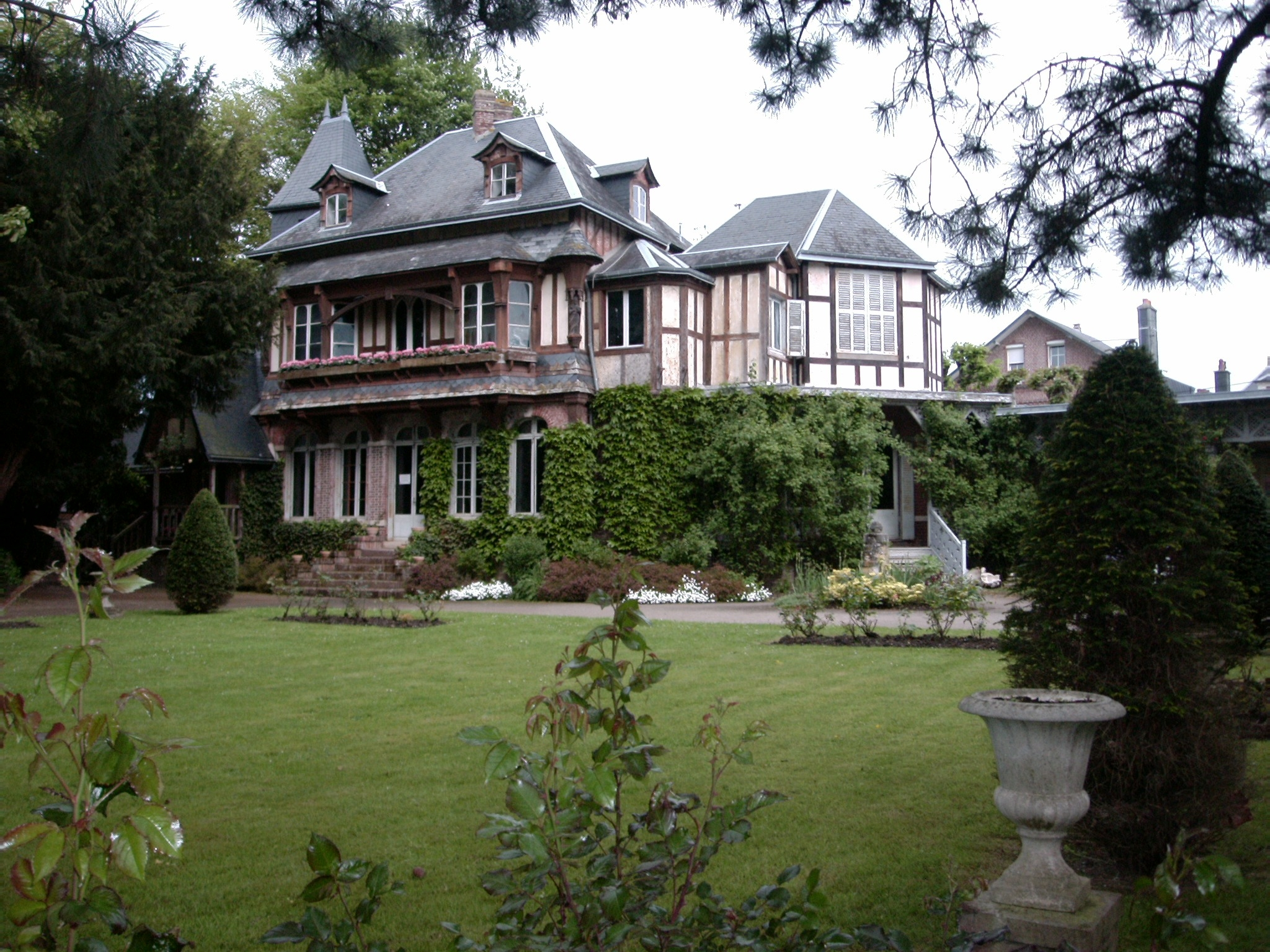
Le Clos Lupin, Maison Maurice Leblanc

## Personen, die mit Étretat verbunden sind
- Jacques Offenbach (1819–1880), Komponist, lebte dort.
- Guy de Maupassant (1850–1893), Schriftsteller, verbrachte dort seine Kindheit.
- Maurice Leblanc (1864–1941), Schriftsteller, lebte dort.
- René Coty (1882–1962), Präsident der Französischen Republik, lebte in der Gemeinde.

## Étretat in der Literatur
- Von Guy de Maupassant ist ein Brief vom 3. November 1877 an Gustave Flaubert mit einer Schilderung der Felsen überliefert.
- Ein Teil der Handlung des Arsène-Lupin-Romans L’Aiguille creuse von Maurice Leblanc spielt in Étretat.
- Der Kriminalroman Maigret et la vieille dame von Georges Simenon spielt in Étretat, Yport und Fécamp.
- Die 2005 erschienene Erzählung Falaises von Olivier Adam beginnt mit dem Suizid seiner Mutter, die sich vom Felsen stürzt.
- La porte d’Aval von Michelle Huenaerts, erschienen 2005, ist ein fantastischer Roman für Jugendliche, der in Étretat spielt.
- Der 2008 erschienene Roman Les Pieds dans l’eau von Benoît Duteurtre erzählt von den Erinnerungen des Autors an den Ort.
- Der 1984 erschienene Roman Die Steinesammlerin von Gert Heidenreich (Neufassung Die Steinesammlerin von Étrétat, 2004) erzählt eine deutsch-französische Liebesgeschichte aus dem Jahr 1945.

## Étretat in der Malerei

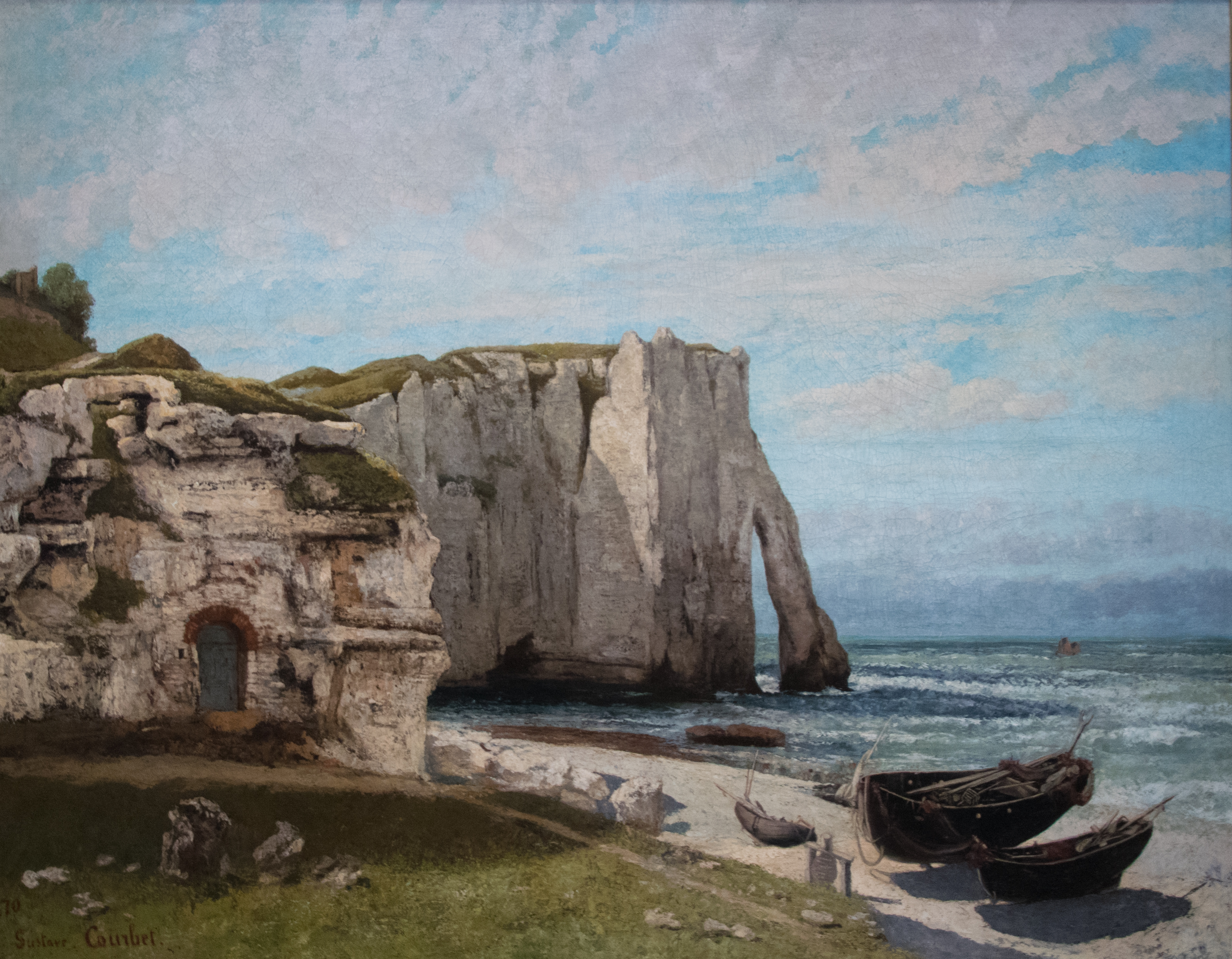
Gustave Courbet, Étretat
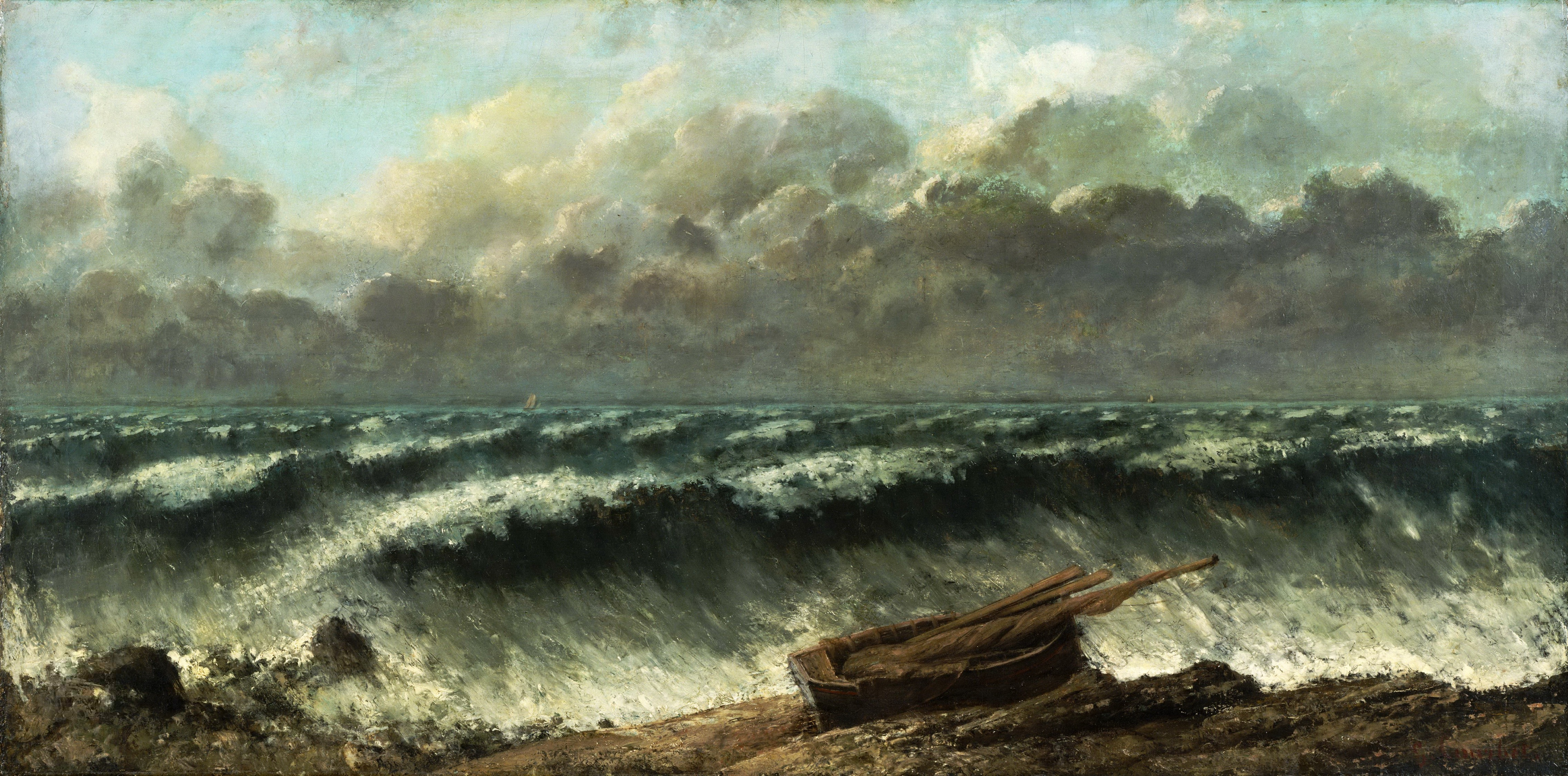
Eine Version von La vague, Courbet, Étretat en 1869–1870, musée André-Malraux, Le Havre
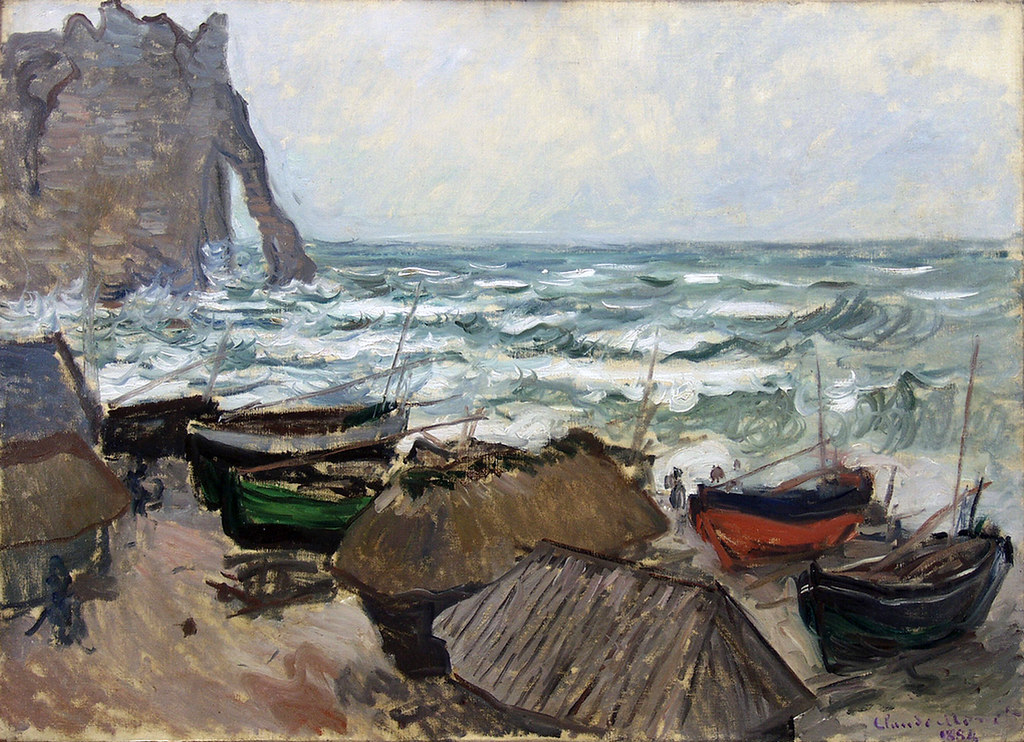
Claude Monet, Étretat, 1883
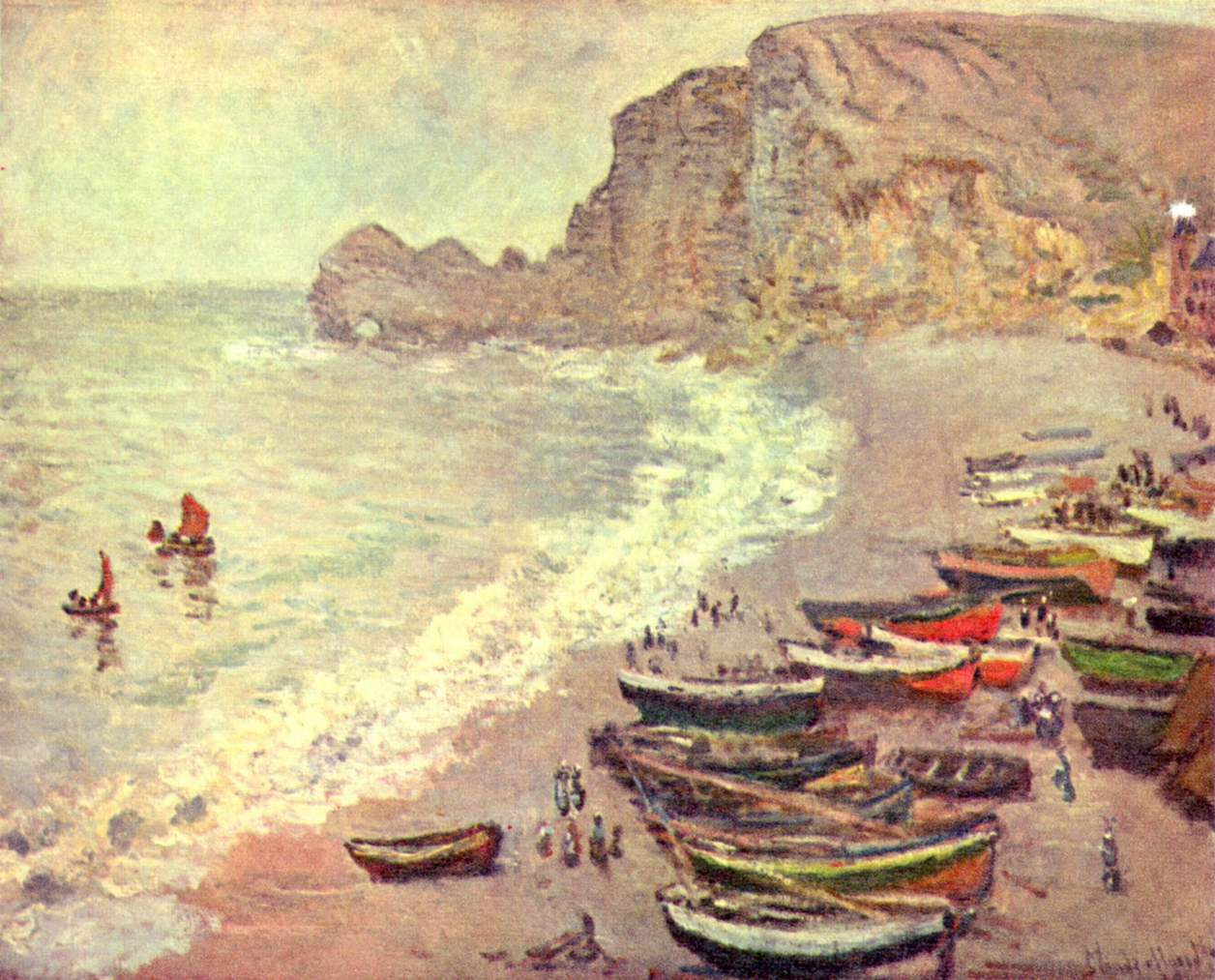
Claude Monet, Étretat, la plage et la porte d'Amont, 1883
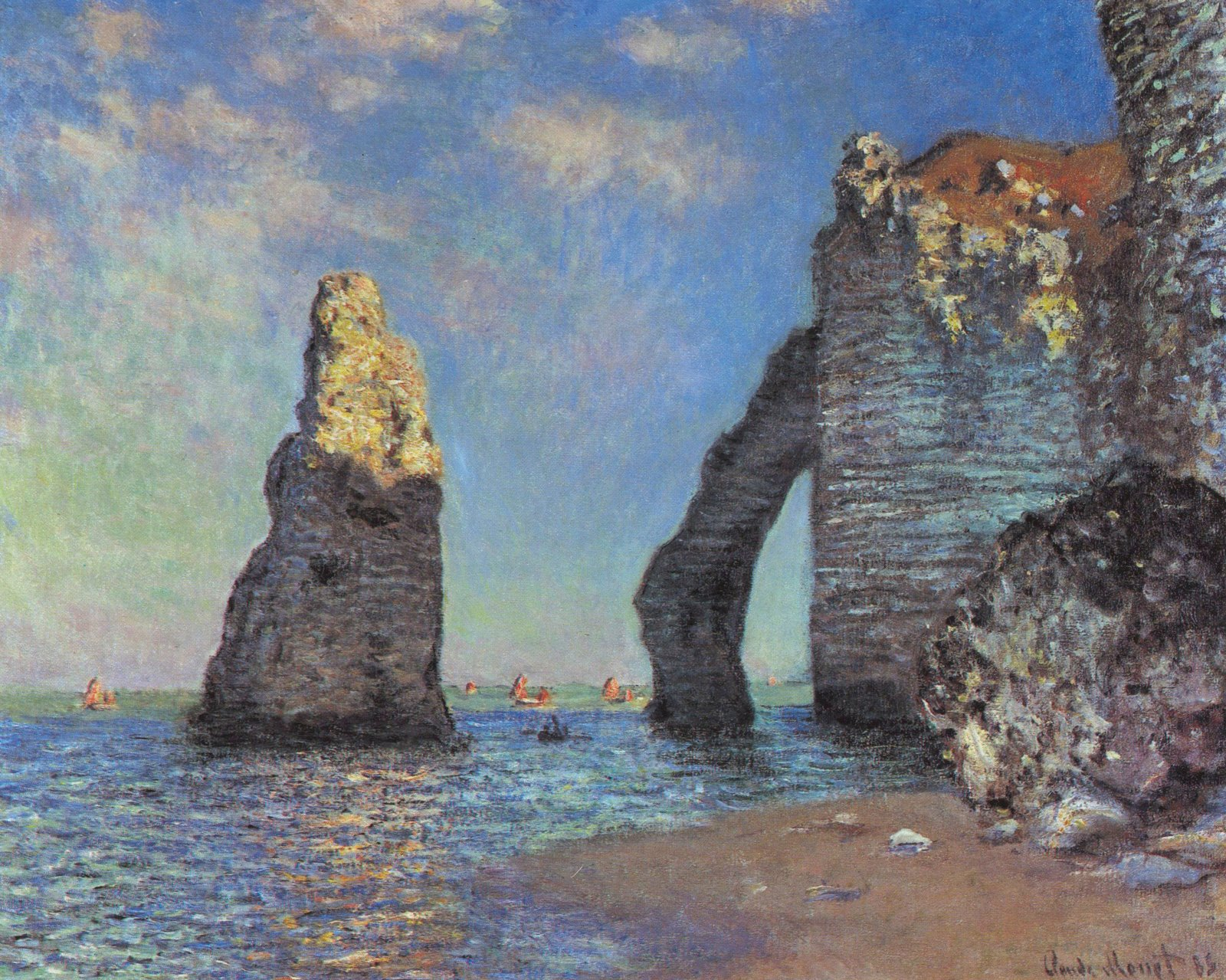
Claude Monet, Étretat, l'aiguille et la falaise, 1885
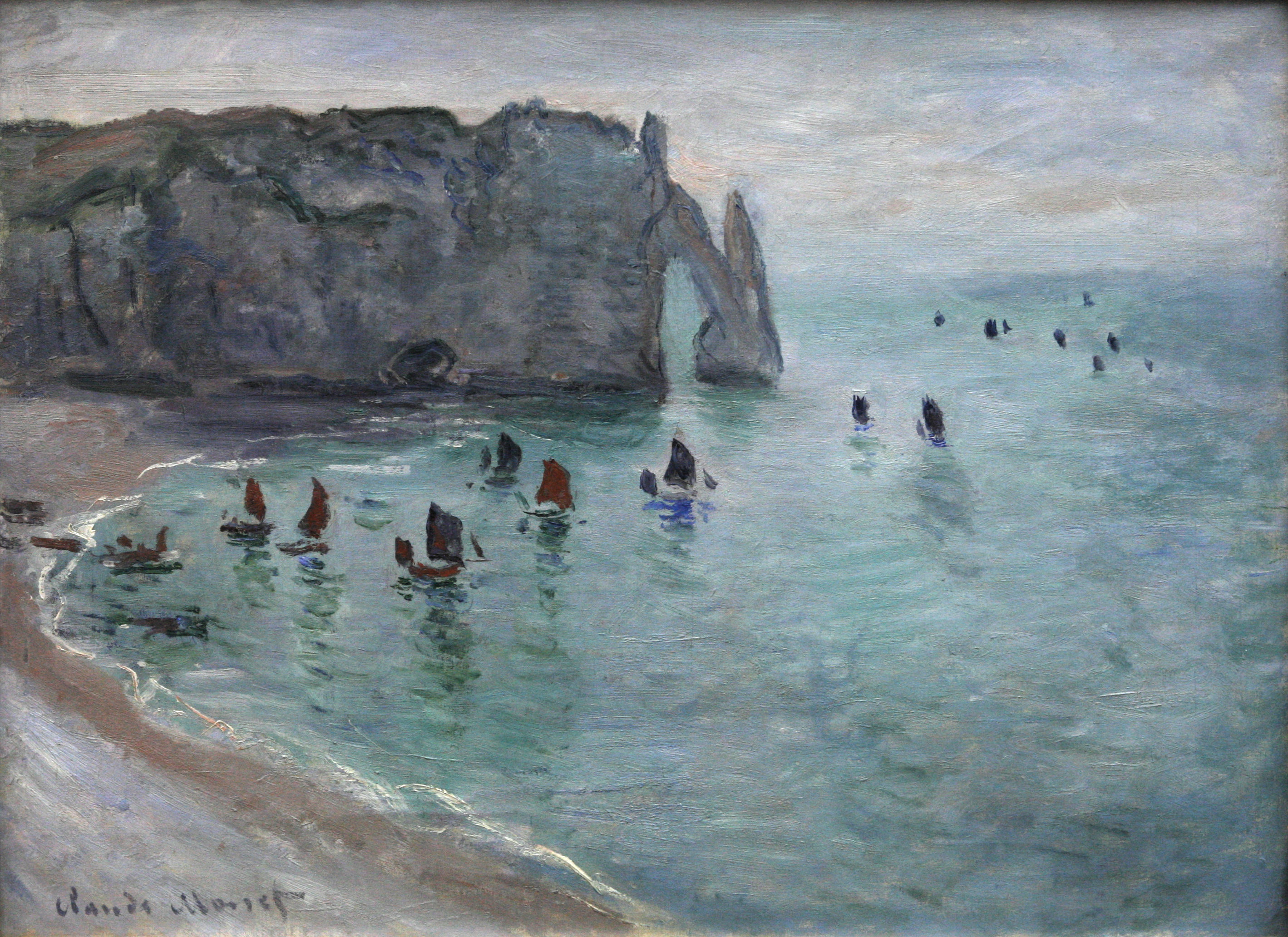
Claude Monet, la porte d'aval avec des bateaux partant à la pêche, 1885

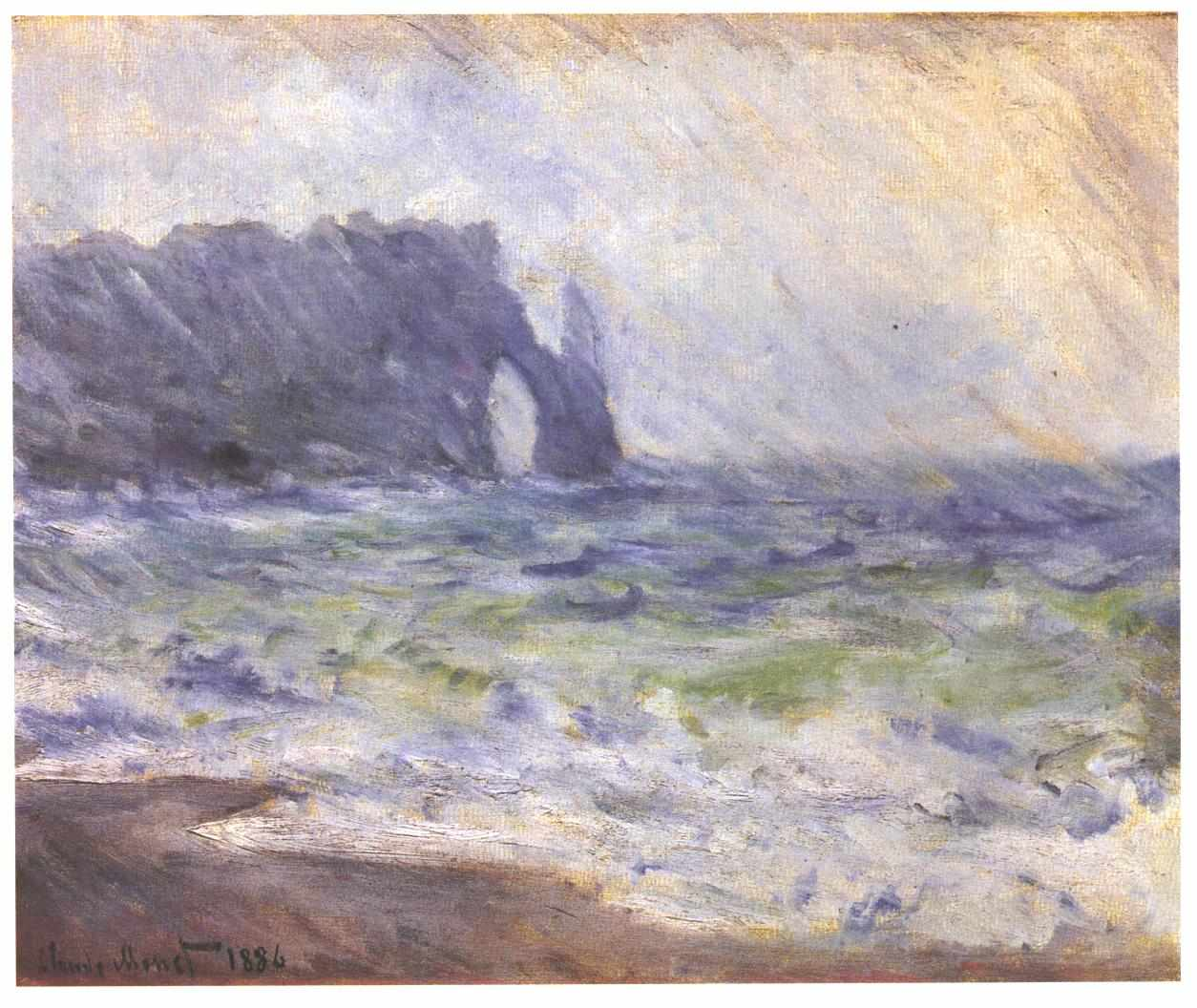
Claude Monet, Pluie à Étretat, 1884
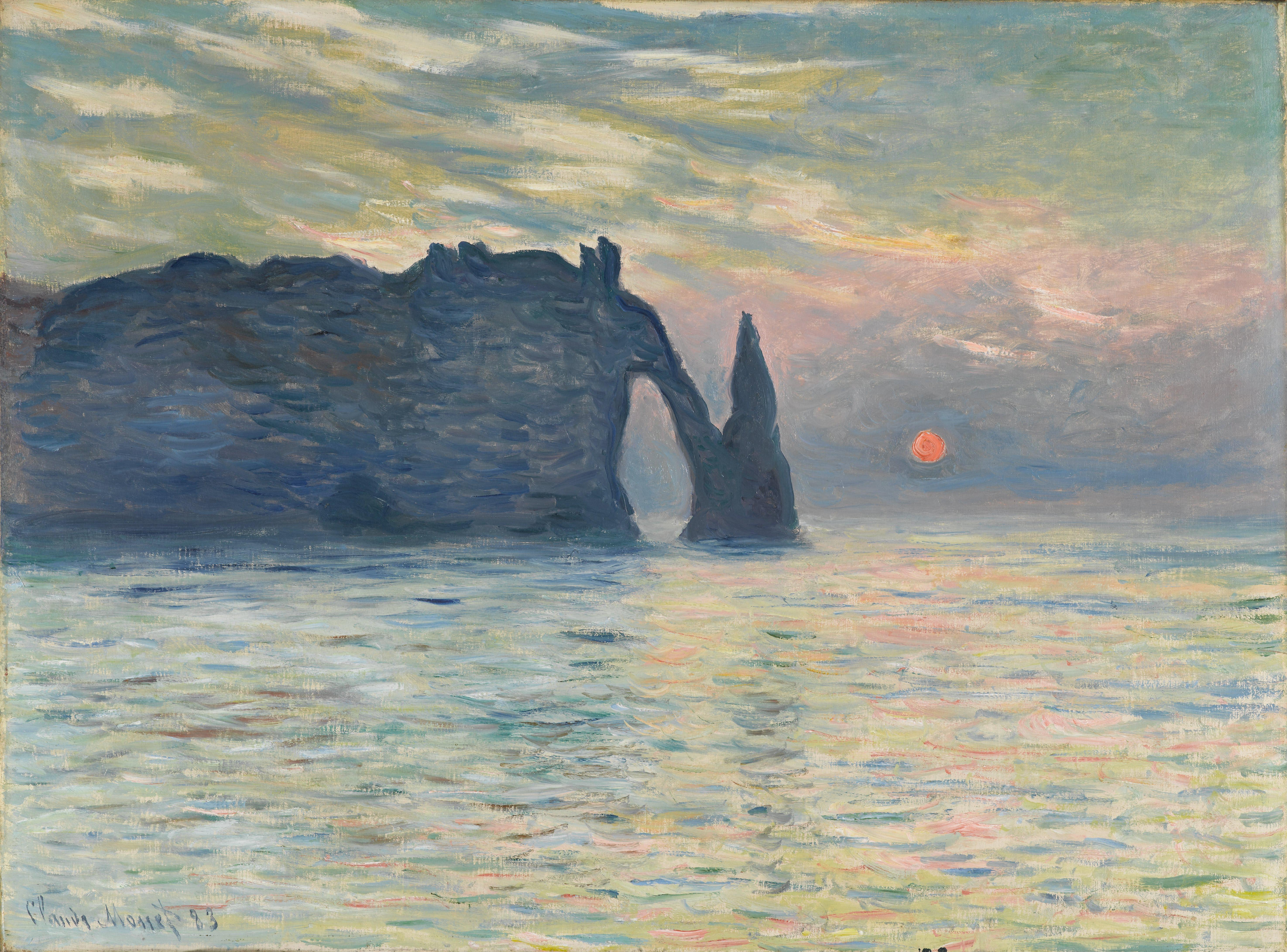
Claude Monet, La falaise d'Étretat, soleil couchant, 1883, 55,2 × 80,6 cm., North Carolina Museum of Art
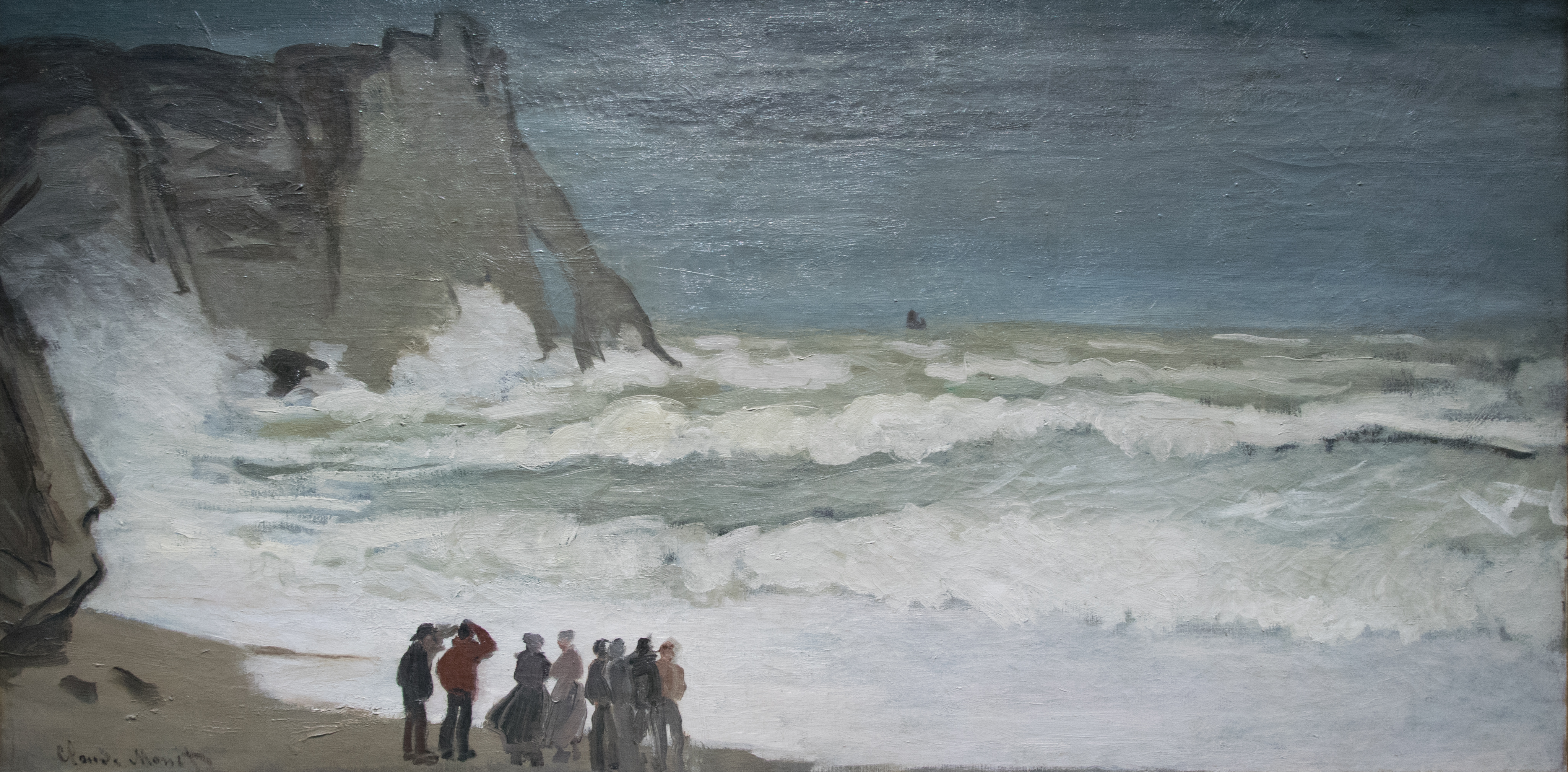
Claude Monet, Tempête à Étretat, 1868
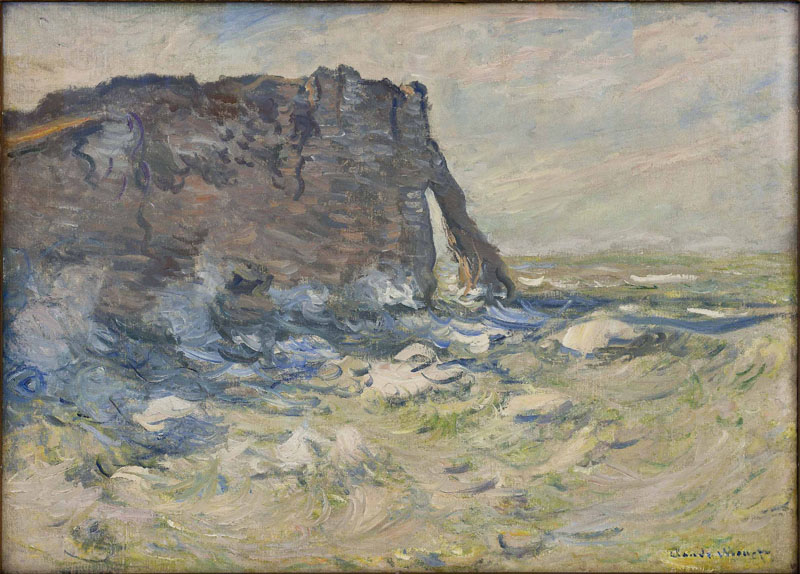
Claude Monet, Marée Haute, 1885
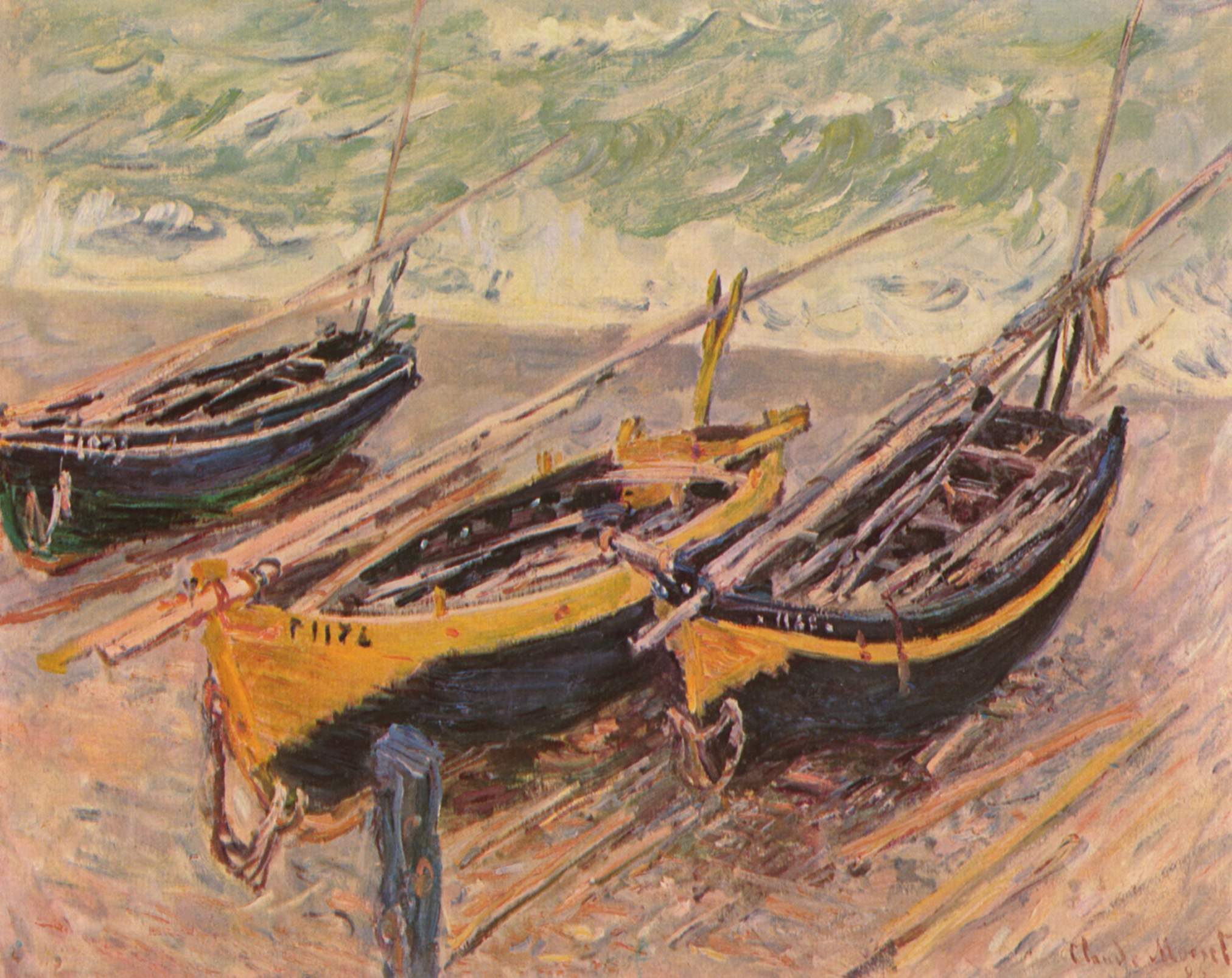
Claude Monet, Bateaux sur la plage à Étretat, 1885, Fondation Bemberg, Toulouse
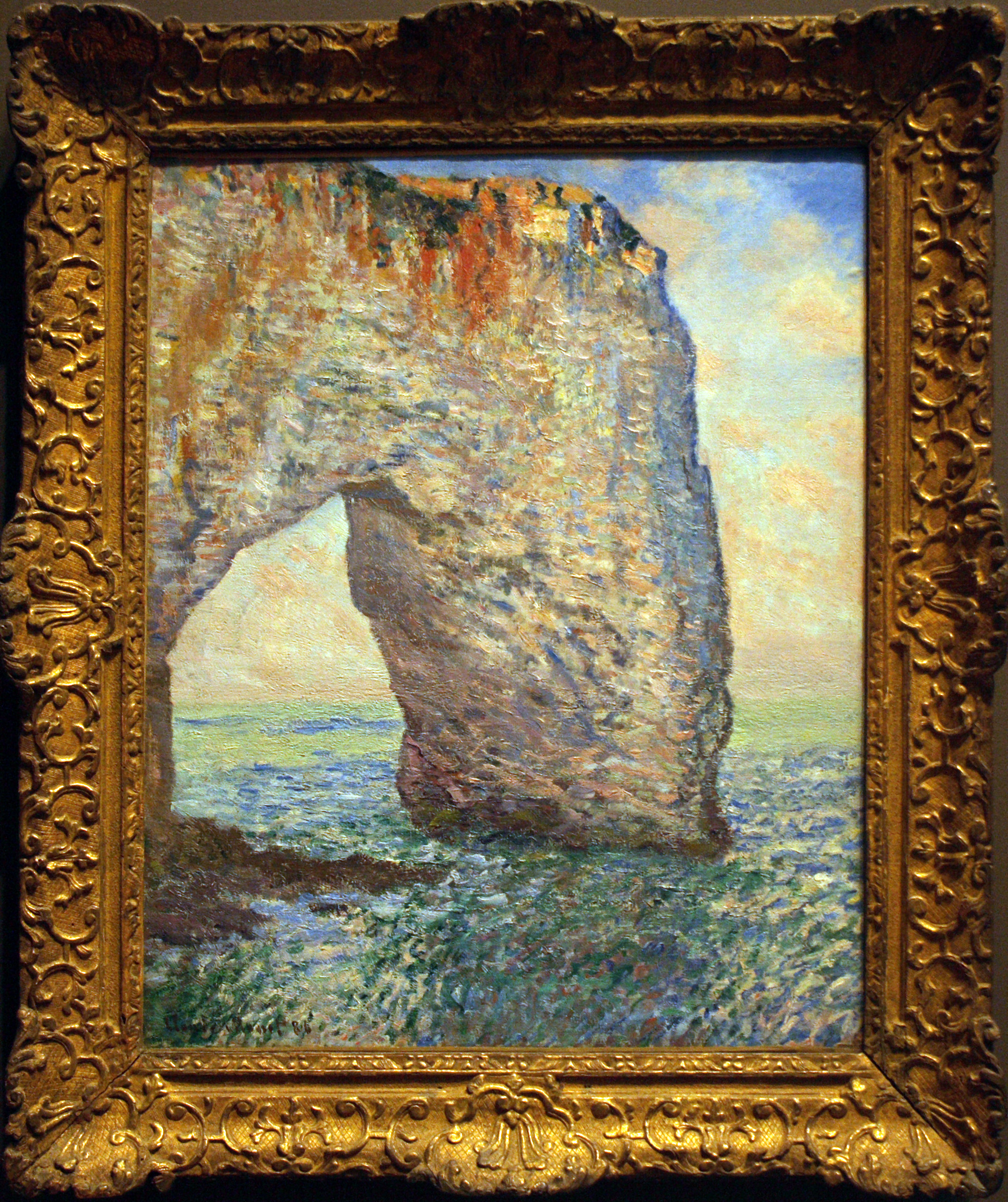
Claude Monet, La manneporte à Étretat, 1886

Seit dem Beginn der Romantik war Étretat ein Sujet der Malerei. Die Liste der Maler, die sich damit beschäftigt haben, ist lang; zu ihnen zählen:
- Richard Parkes Bonington – Aquarelle, 1823
- Eugène Boudin – Gemälde, 1864
- Jean-Baptiste Camille Corot – Gemälde, 1872
- Gustave Courbet – Gemälde, der Felsen und der Wellen bei seinem Aufenthalt 1869
- Eugène Delacroix – Aquarelle
- Narcisso Virgilio Díaz de la Peña – Gemälde
- Paul Huet – Aquarelle
- Eugène Isabey – Aquarelle, ab 1824 malte er häufig die Felsklippen zwischen Le Havre und Dieppe
- Johan Barthold Jongkind – Gemälde, 1850–1853
- Eugène Lepoittevin – Gemälde eines Kopfsprungs ins Meer mit dem Titel Les bains de mer
- Henri Matisse – Serie von Gemälden während seines Aufenthalts von Juni bis August 1920
- Claude Monet – Serie von mehr als 80 Gemälden während seiner Aufenthalte 1868, 1869, 1872, 1882, 1891 und 1916.